# Österreichische Kultur
Die österreichische Kultur ist seit Jahrhunderten mit der europäischen Kultur verbunden und hat international bekannte Leistungen hervorgebracht. So entstanden etwa in allen Stilepochen bedeutende Bauwerke, von denen viele heute zum UNESCO-Weltkulturerbe zählen.
Im 18. und 19. Jahrhundert war Österreich mit der Wiener Klassik eines der Zentren des europäischen Musiklebens, was sich nicht nur in einer Vielzahl mit dem Land verbundenen Musiker- und Komponistennamen äußert, sondern auch in einer heute noch bestehenden großen Anzahl von Opernhäusern, Theatern und Orchestern sowie vielfältigen musikalischen Traditionen wie dem Neujahrskonzert, zahlreichen Festspielen und einer vitalen Kabarettszene.
Auch auf kulinarischem Gebiet verfügt Österreich über eine umfangreiche Tradition, die etwa in der Wiener Kaffeehauskultur, dem Weinbau in Österreich und dem Heurigen sowie zahlreichen landestypischen Gerichten der Österreichischen Küche zum Ausdruck kommt.
Die österreichische Kultur ist Teil des überstaatlichen deutschen Sprach- und Kulturraums und pflegt seit jeher einen engen kulturellen Austausch mit Deutschland und den anderen deutschsprachigen Ländern.

## Kulturgeschichtlicher Kontext
Siehe auch Welterbe in Österreich

### Kulturerbe der Früh- und Vorgeschichte

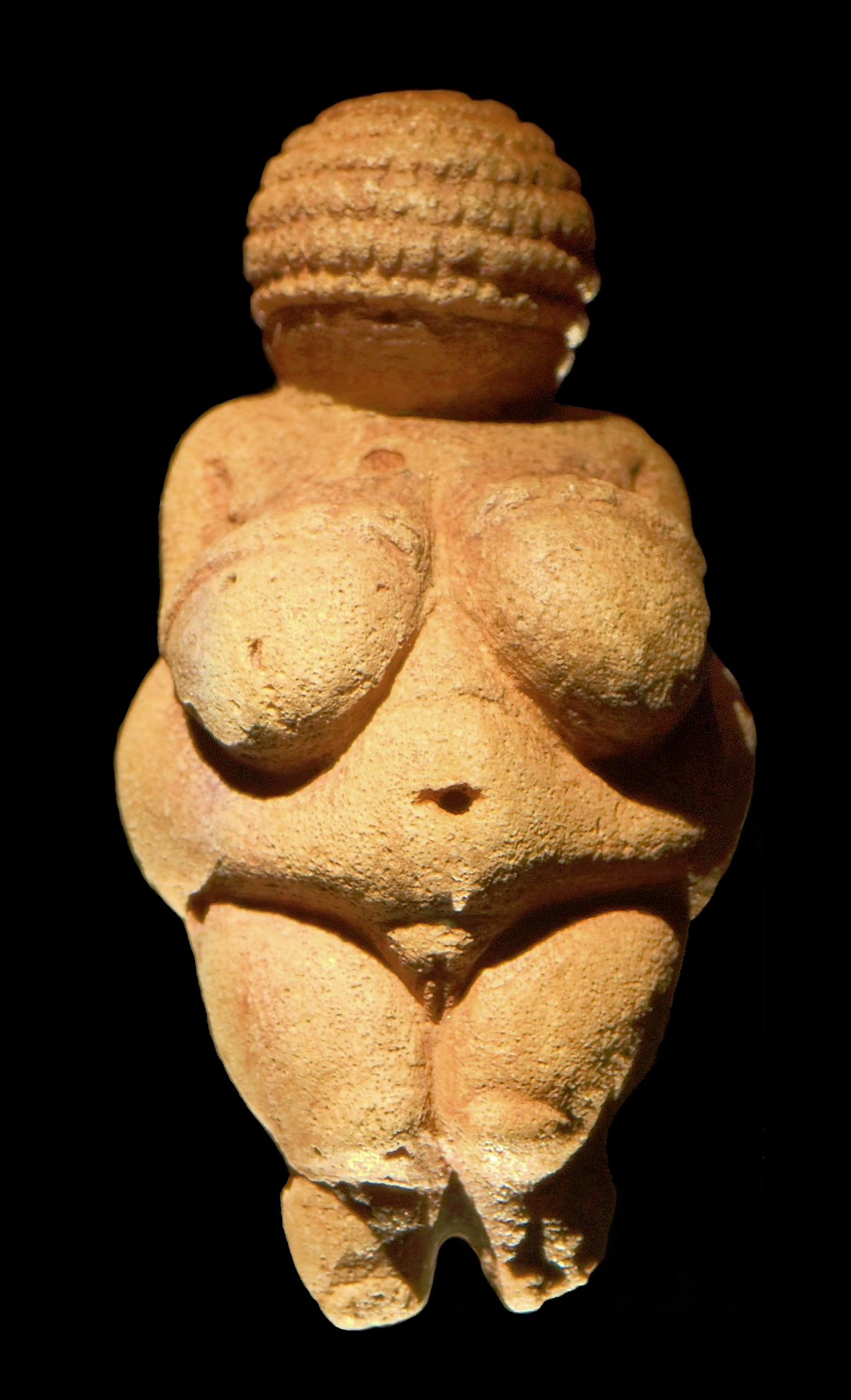
Venus von Willendorf, eine der ältesten Skulpturen der Welt

Aus dem Jungpaläolithikum – dem Zeitalter des gemeinsamen Auftretens des frühen Homo sapiens zusammen mit den spätesten Neandertalern – bietet Österreich drei herausragende Leitfunde:
- die Knochenpfeife aus der Gudenushöhle (Magdalénien, ca. 16.000 v. Chr.)
- die Venus von Willendorf (Gravettien um 25.000 v. Chr.)
- die Venus vom Galgenberg (frühes Gravettien/Aurignacien, über 30.000 Jahre alt)

Älteste archäologische Funde Österreichs, das Kulturschaffen des Menschen betreffend, sind um die 100.000 Jahre alt.
Frühere bronzezeitliche Phasen sind der Urnenfelderkultur, nördlich der Donau auch der Aunjetitzer Kultur, kupfersteinzeitliche hauptsächlich der Glockenbecherkultur zuzurechnen. Am Übergang aus der jüngeren Steinzeit finden sich die Mondseekultur und die Badener Kultur, die frühere Schnurkeramik (Streitaxtleute) nur außerhalb der Alpen im Osten. Dass aber auch der Alpenraum im 3. Jahrtausend Siedlungsraum war, belegt der – als Fund wie auch kulturell Südtirol zuzurechnende – Mann vom Tisenjoch. Im Jahrtausend davor finden wir die Lengyelkultur. Die neolithische Revolution hatte Österreich in Form der Linearbandkeramikkultur etwa um 5600 v. Chr. erreicht. wohl donauaufwärts.
- Pfahlbauten (Feuchtbodensiedlungen) am Mondsee, Attersee (Mondseekultur, 3600–3300 v. Chr.)
- Wallburg am Schanzboden bei Falkenstein, Venus vom Schanzboden, Venus von Langenzerdorf, Idol mit Vogelgesicht (Lengyel, ca. 4000 Jahre alt)
- Venus von Draßburg (Linearbandkeramik, ca. 6./5. Jtd. v. Chr.)

Die Kelten hatten, aus dem Nordwesten kommend, um 400 v. Chr. ein von namentlich unbekannten Stämmen im Osten und Rätern im Westen besiedeltes Land übernommen. Sowohl diese Völker unklarer Herkunft, wie auch die frühen keltischen Phasen zählt man zum eisenzeitlichen Kreis der Latènekultur ab dem 5. Jh. und der davorliegenden Hallstattkultur ab dem 8. Jh.
- Halleiner Dürrnberg (Latène)
- Hallstätter Salzberg (Hallstattzeit, Entdeckung 1846)
Fundschätze sind Bronzewaffen, -werkzeuge und -schmuck, etwa die typischen Situlen und Schnabelkannen
- Verloren ist der Mann im Salz (wohl um 500 v. Chr. verunglückter Bergmann, gefunden 1734 und bald bestattet)

Auch die Römer selbst drangen nicht in die Wildnis vor, sondern in von Kelten besiedeltes Land. Das Regnum Noricum ist die beiden ersten vorchristlichen Jahrhunderte geschätzter Bündnispartner Roms gewesen, erst 15 v. Chr. fand die Okkupation durch Rom statt. Die Kelten werden verhältnismäßig friedlich assimiliert, noch in römischer Zeit finden sich Abbildungen ihrer typischen Tracht, und auch im Orts-, Flur- und Gewässernamensschatz finden sich keltische Wurzeln.
- Magdalensberg, mit umfangreichen spätkeltisch-frührömischen Relikten, vermutlich aber nicht das alte Zentrum Noreia des Reiches

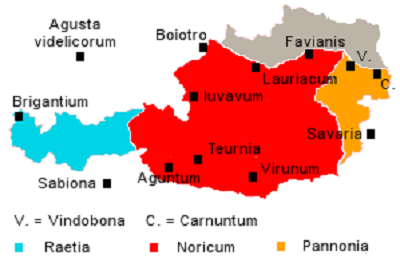
Austria Romana

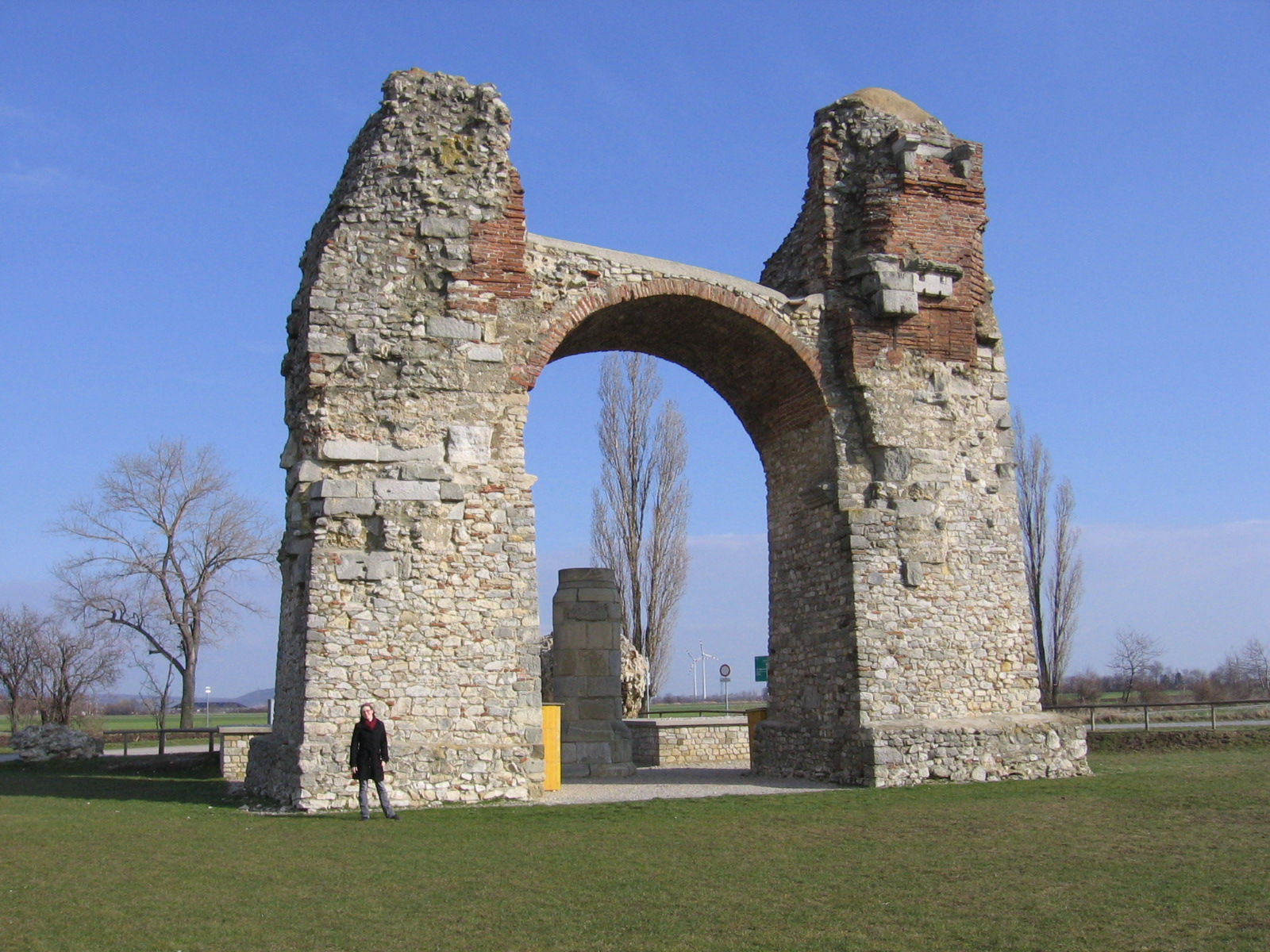
Das römische Heidentor in Carnuntum

Die romanisierte Vorbewohner waren zwar, nach dem Rückruf der römischen Bürger 487 durch Odoaker, wohl keine gebürtigen Römer, aber doch Träger der römischen Kultur, wie auch frühen Christentums. Funde aus der Zeit der Spätantike belegen, dass das Austria Romana – also die Provinzen Noricum, Pannonia und Raetia – keineswegs eine reine Militärgrenze, sondern auch kultiviertes Land und Handelsvorposten darstellte. So lief etwa die Bernsteinstraße über das Burgenland. Man darf sich diese römischen Städte nicht wie die großen Metropolen des Mittelmeerraumes vorstellen, sondern vom Typus Militärlager und daraus entstehender Provinzstädtchen, in Carnuntum aber doch mit Amphitheater als Sinnbild römischen Kulturschaffens. Etliche römische Landsitze auf österreichischem Boden zeigen uns auch die dazwischenliegenden Landstriche nicht ungenutzt.
- Carnuntum, die prächtigste römische Ausgrabungsstätte Österreichs

Obwohl man von einem – wie auch immer gearteten – „Österreich“ als eigenständiges Herzogtum ab 1156, und selbst als rein territoriale Einheit frühestens mit der Entwicklung der zu Baiern gehörenden Mark Ostarrîchi im späten 10. Jahrhundert sprechen kann, so entstand dieses Gebilde doch nicht in einem kulturfreien Raum, sondern einer Region mit langer und ungebrochener Tradition, deren Überlieferung und Überreste als Kulturerbe Österreichs zu seiner kulturellen Identität gehört.
Zwar entstand dieses Ostarrîchi selbst in einem Niemandsland des fränkischen Reiches gegenüber dem besiegten Reich der Awaren, die kaum Spuren hinterlassen haben. Die fränkische Besiedlung in Österreich traf auf eine romanisierte Bevölkerung, die Ortsnamenkunde belegt das, auch der heilige Rupert, der 696 in Salzburg mit der Missionierung der Südgrenze Austriens beginnt, fand keineswegs von der Völkerwanderung verheertes Land vor, sondern romanisierte Christen. Der Südosten Österreichs aber gründet sich darüber hinaus in der Tradition eines slawischen Reiches Karantanien und geht noch viele Jahrhunderte einen eigenen Weg, der bis heute zu spüren ist. Auch hier lassen sich Kontakte zu romanisierten Vorbewohnern vermuten.
Aus dieser bairisch-karantanischen Zeit sind an herausragenden Kulturschätzen zu nennen:
- der Tassilokelch (um 780)
- das Rupertuskreuz von Bischofshofen (Ende 7./Anfang 8. Jh., hergestellt in Northumbrien)
- der Codex Millenarius (um 800).

### Österreichische Kultur zwischen 600 Jahren Habsburg und der Moderne

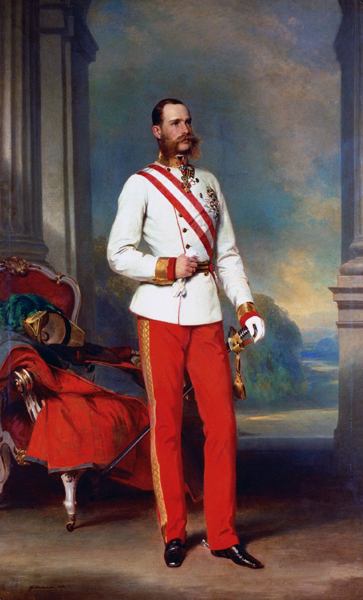
Unter der Herrschaft von Kaiser Franz Joseph I. erlebte Österreich-Ungarn eine beispiellose Blütezeit der Kultur

Historisch gesehen war die rund 600-jährige Herrschaft der Habsburger über Österreich und die weiteren Kronländer – insbesondere im Kaisertum Österreich (1804–1866) und in der Österreichisch-Ungarischen Monarchie (1867–1918) – mit ihren vielfältigen Kulturen und Lebensweisen prägend für die daraus entstandene österreichische Kultur, da damals etwa Wien, Prag und Budapest noch im regen kulturellen Austausch standen.
Wie Friedrich Torberg in seiner Tante Jolesch schreibt, ist diese kulturelle Hegemonie nicht sofort nach 1918 verschwunden, sondern hat auch während der I. Republik weiterexistiert, bis ihr 1934 durch den Österreichischen Bürgerkrieg und den daraus entstandenen Austrofaschismus teilweise und 1938 durch den Anschluss an Deutschland dann endgültig ein schreckliches Ende gesetzt wurde. Ein beachtenswerter Anteil jüdischer Intellektueller an der österreichischen Kultur wurde dabei durch Vertreibung und Vernichtung nahezu ausgelöscht, wovon sich zumindest die Wissenschaft in Österreich bis heute nicht ganz erholt hat. Umso stolzer werden aber Nobelpreisträger wie etwa Walter Kohn, der gebürtiger Wiener ist und 1938 nach Amerika emigrieren musste, präsentiert.
Nach 1945 hat die II. Republik Österreich – mit großem Eifer und zum Teil echter Wehmut – versucht, wieder an diese Tradition der Österreichisch-Ungarischen Monarchie anzuknüpfen. Daher hatte die österreichische Kultur insbesondere in der Zeit unmittelbar nach dem Zweiten Weltkrieg vor allem konservierenden Charakter – mit durchaus ansehnlichen Erfolgen, insbesondere auch für den österreichischen Tourismus, aber gleichzeitig wurden dadurch neue Entwicklungen lange blockiert. Die damalige Geisteshaltung spiegelt sich insbesondere im 1946 entstandenen Text der neuen österreichischen Bundeshymne Land der Berge, Land am Strome wider. Das mag auch erklären, warum in Österreich mittlerweile viele weitere Liedwerke jeweils als „geheime“ Bundeshymne bezeichnet werden.
Heute ist die österreichische Kultur daher tagtäglich dem Spannungsfeld ausgesetzt, ihre international durchaus bekannten historischen Verdienste – etwa in der klassischen Musik – angemessen wiederzugeben (allein schon auf Grund der offensichtlichen touristischen Rentabilität) und doch gleichzeitig offen für die Moderne zu sein und sich nicht einzig auf das „Konservieren“ zu beschränken. International bekannte Künstler wie der Regisseur Michael Haneke, die Musiker Falco, Joe Zawinul oder die Ars Electronica haben gezeigt, dass Österreich auch mit „Neuem“ international erfolgreich sein kann. Dieses Spannungsfeld zwischen Tradition und Moderne ist besonders in Wien, Graz oder Salzburg spürbar, wobei jede dieser Kulturstädte dabei unterschiedliche Wege verfolgt. Im Jahr 2003 war Graz Kulturhauptstadt Europas und Wien gilt im Allgemeinen als Kulturmetropole – Städte ohne einschlägiges geschichtsbezogenes Profil wie Linz oder Sankt Pölten setzen vorrangig auf die Moderne.

## Kunst

### Musik

#### Klassische Musik

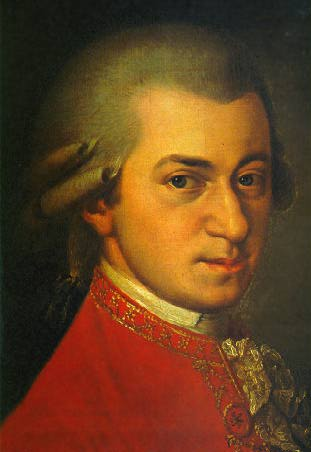
Wolfgang Amadeus Mozart

Die klassische Musik ist einer der Aspekte, die Österreichs Bild weltweit bestimmen, und hat auch heute noch einen hohen Stellenwert in Österreich. Das Land kann auf eine große Zahl (auch international) berühmter Musiker zurückblicken.
In der Frühen Neuzeit wurde die Musik vor allem von den Niederlanden aus beeinflusst und im 17. und 18. Jahrhundert war die italienische Musik hegemonial. Erst am Abschluss dieser Epoche wurde ein eigenständiger Stil entwickelt.
Das späte 18. und frühe 19. Jahrhundert war in musikalischer Hinsicht eine sehr prägende Zeit, als sich unter den hier wirkenden Komponisten Gluck, Haydn und Mozart die Stilrichtung der Wiener Klassik entwickelte, die von Beethoven fortgeführt wurde. Wien galt damals als eine Hauptstadt der Musik, was nicht zuletzt durch kaiserliches und adeliges Mäzenatentum ermöglicht wurde. Schubert gilt als erster Vertreter der Epoche der Romantik im 19. Jahrhundert, während der sich die Musik zum Bürgertum öffnete. Hier haben vor allem die großen Sinfoniker Bruckner und Brahms Bedeutung.
Auch beim Übergang von der Spätromantik zur Moderne des 20. Jahrhunderts gingen von Wien entscheidende Impulse aus. Um und kurz nach der Jahrhundertwende wurde Österreichs Musikleben von Komponisten wie Mahler (Direktor der Wiener Hofoper 1897–1907), Alexander von Zemlinsky, Franz Schmidt und Joseph Marx geprägt. Bedeutenden Einfluss auf die Musik der Moderne nahmen die Komponisten der Neuen Wiener Schule, allen voran Schönberg, Webern und Alban Berg. Zu den führenden Vertretern der österreichischen Musik im 20. Jahrhundert werden weiterhin Johann Nepomuk David, Gottfried von Einem und Friedrich Cerha gezählt.
Persönlichkeiten:
- Bedeutende Komponisten: Ludwig van Beethoven (in Bonn geboren, ab 1792 in Wien), Alban Berg, Johannes Brahms (in Hamburg geboren, ab 1869 in Wien), Anton Bruckner, Friedrich Cerha, Johann Nepomuk David, Gottfried von Einem, Christoph Willibald Gluck, Joseph Haydn, Michael Haydn, Egon Kornauth, Erich Wolfgang Korngold, Ernst Krenek, Gustav Mahler, Joseph Marx, Wolfgang Amadeus Mozart, Franz Schmidt, Arnold Schönberg, Franz Schubert, Kurt Schwertsik, Anton Webern, Hugo Wolf, Alexander von Zemlinsky; Siehe auch: Liste österreichischer Komponisten klassischer Musik
- Berühmte Dirigenten: Herbert von Karajan, Karl Böhm, Erich Kleiber, Bruno Walter, Nikolaus Harnoncourt, Franz Welser-Möst
- Berühmte Sänger: Gertrud Burgsthaler-Schuster, Karl Dönch, Amalie Materna, Walter Berry, Leonie Rysanek, Emil Scaria, Gustav Walter, Eberhard Waechter, Heinz Zednik
- Wichtige Pianisten: Friedrich Gulda, Rudolf Buchbinder, Alfred Brendel, Till Fellner
- Wichtige Violinisten: Fritz Kreisler

Institutionen:
- Bekannte Orchester: Wiener Philharmoniker, Wiener Symphoniker, Bruckner Orchester Linz, Mozarteumorchester Salzburg, Grazer Philharmonisches Orchester, Camerata Salzburg
- Bedeutende Chöre: Wiener Sängerknaben, Wiener Singverein, Wiener Staatsopernchor
- Bedeutende Opernhäuser: Wiener Staatsoper, Theater an der Wien, Wiener Volksoper, Grazer Oper, Musiktheater Linz
- Wichtige Konzertsäle: Wiener Musikverein, Wiener Konzerthaus, Theater an der Wien (insbesondere auf Grund seiner geschichtlichen Bedeutung für Mozart, Beethoven oder Strauß), Großes Festspielhaus, Brucknerhaus
- Festspiele & Festivals: Wiener Festwochen, Salzburger Festspiele, Bregenzer Festspiele, Seefestspiele Mörbisch, Schubertiade, Carinthischer Sommer, Steirischer Herbst, Ars Electronica, Mozartwoche, Opernfestspiele St. Margarethen
- Wichtige Musikhochschulen: Mozarteum Salzburg, Anton Bruckner Privatuniversität Linz, Konservatorium Wien Privatuniversität, Universität für Musik und darstellende Kunst Wien, Universität für Musik und darstellende Kunst Graz

Werke:
- Bedeutende Opern: Die Zauberflöte, Die Entführung aus dem Serail, Don Giovanni, Così fan tutte, Le nozze di Figaro, Fidelio, Die Königin von Saba, Der Corregidor, Die Gezeichneten, Eine florentinische Tragödie, Die tote Stadt, Jonny spielt auf, Wozzeck, Lulu, Moses und Aron, Der Besuch der alten Dame, Le Grand Macabre, Baal

#### Unterhaltungsmusik des 19. Jahrhunderts
Daneben entwickelte sich im zweiten Drittel des 19. Jahrhunderts eine von Wien ausgehende Strömung der Populärmusik, der Wiener Walzer, deren zentrale Figuren die Mitglieder der Strauß-Dynastie sind und die neben der Wiener Klassik als zweite große Wiener Musikströmung gesehen wird und sich auch heute noch einer gewissen Beliebtheit erfreut.
Damit verbunden entwickelte sich Wien im ausgehenden 19. Jahrhundert als Zentrum der Operette, deren „Silberne Ära“ zu einem wesentlichen Teil hier stattfand.
Das Neujahrskonzert der Wiener Philharmoniker ist weltbekannt und findet jedes Jahr am Morgen des 1. Jänner im Wiener Musikverein statt. Es dirigierten Meister ihres Faches wie Claudio Abbado, Herbert von Karajan, Carlos Kleiber (1989 und 1992) und Nikolaus Harnoncourt (2001 und 2003). Es wird weltweit in 44 Staaten übertragen und erreicht so am Neujahrsmorgen fast 1 Milliarde Menschen. Gespielt werden vor allem berühmte Walzer, Polka und Märsche, wobei die Werke der Strauß-Dynastie – insbesondere von Johann Strauß Sohn – meist besonders stark vertreten sind. Als Abschluss werden traditionell der Donauwalzer und der Radetzkymarsch gespielt.
- Bekannte Komponisten: Johann Strauss (Vater), Johann Strauss (Sohn), Franz von Suppè, Leo Fall, Joseph Lanner, Franz Lehár, Robert Stolz
- Beliebte Operetten: Die Fledermaus, Die lustige Witwe, Wiener Blut, Der Zigeunerbaron, Land des Lächelns, Der Opernball, Venus in Seide, Zwei Herzen im Dreivierteltakt

#### Volksmusik und volkstümliche Musik

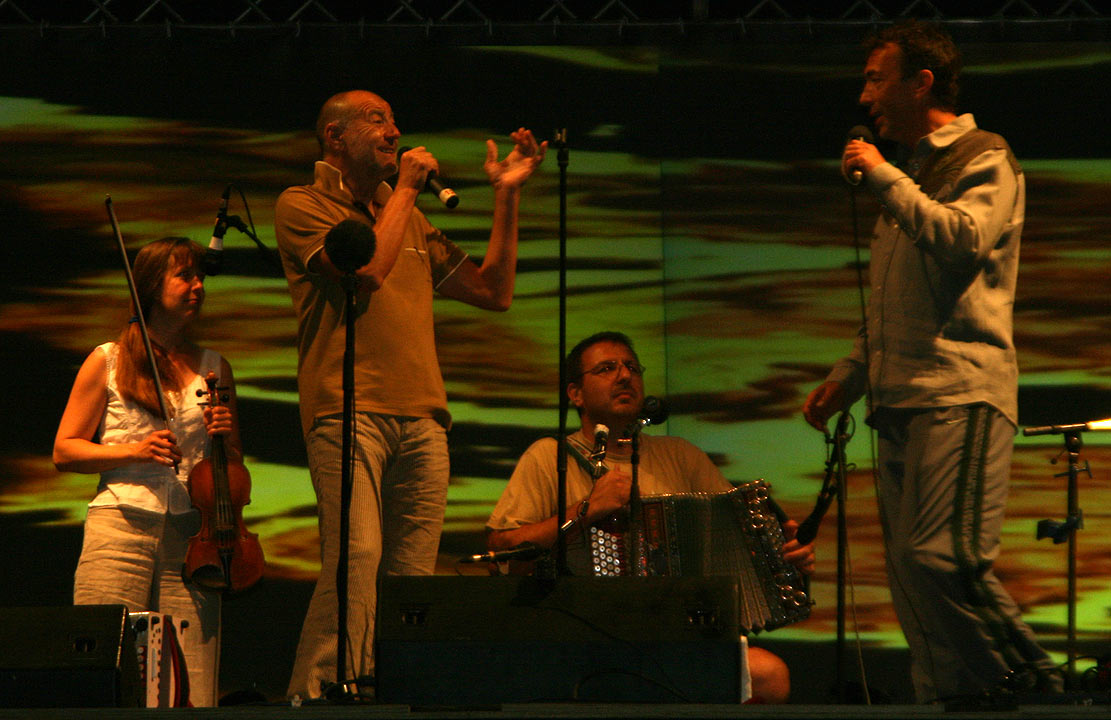
Willi Resetarits (links), Hubert von Goisern (rechts) und Mitglieder der Hohtraxlecker Sprungschanzenmusi aus Bad Ischl

Auch die Volksmusik sowie die volkstümliche Musik haben in Österreich eine weitläufige Tradition. Hier gibt es große Parallelen zur traditionellen Musik des süddeutschen und Schweizer Raumes, was österreichischen Interpreten auch in diesen Gebieten Erfolge ermöglicht.
Daneben gibt es auch eine breitere Tradition des Volksliedes, nennenswert wären zum Beispiel das Weihnachtslied Stille Nacht, heilige Nacht oder der mit einer Zither gespielte Titelsong zu Der dritte Mann von Anton Karas, das Wienerlied und die Neue Volksmusik.
- Traditionelle Volksmusik: Osttiroler Viergesang, Bona nox! bist a rechta Ox
- Volkstümlicher Schlager (volkstümliche Musik): Nockalm Quintett, Die Klostertaler, Stoakogler, Hansi Hinterseer, Marc Pircher, Alpentrio Tirol, (Zillertaler) Schürzenjäger, Brunner & Brunner, Die Seer
- Neue Volksmusik: Ausseer Hardbradler, Hubert von Goisern, Attwenger, Bluatschink
- Wienerlied: André Heller, Roland Neuwirth

#### Moderne Populäre Musik
Siehe Austropop
Abseits der klassischen Musik sind vor allem der Schlager, Bands aus dem Austropop wie Austria 3 und deren Einzelkünstler Ambros, Danzer, Fendrich oder S.T.S., der Weltstar Falco, sowie die derzeit erfolgreichste Österreicherin am Chartsektor, die Starmania-Zweitplatzierte Christina Stürmer, die stilprägende Rock-Formation Drahdiwaberl und natürlich auch der Volks- und Weltmusiker Hubert von Goisern oder DJ Ötzi über die Grenzen hinaus bekannt. Dabei haben aus dem heutigen Österreich die Sänger Peter Alexander und Udo Jürgens in den letzten Jahrzehnten ebenso internationale Bekanntheit erlangt wie die Jazz-Musiker Joe Zawinul und Friedrich Gulda. Nationale sowie internationale Bekanntheit in ihren Genres erlangte außerdem die Linzer Hip-Hop-Band Texta.
- Jazz: Joe Zawinul, Friedrich Gulda, saint privat, Valérie Sajdik
- Schlager: Udo Jürgens, Peter Alexander, Heinz Conrads, Conchita Wurst
- Popmusik: Falco, Austria 3 (Rainhard Fendrich, Wolfgang Ambros, Georg Danzer), S.T.S., Opus, Erste Allgemeine Verunsicherung (EAV), Kurt Ostbahn, Maria Bill, DÖF (Deutsch-Österreichisches Feingefühl), Marianne Mendt, Papermoon, Manuel Ortega, Christina Stürmer, SheSays, Mondscheiner, Excuse Me Moses, Zweitfrau
- Rock: Alkbottle, Drahdiwaberl
- Hip-Hop: Schönheitsfehler, Texta
- Elektronische Musik: Kruder und Dorfmeister, Waldeck, Klangkarussell, Parov Stelar
- Weitere Genres: Ludwig Hirsch, Timna Brauer, Nina Proll, DJ Ötzi, Bauchklang, Petsch Moser und Heinz aus Wien
- Musicals: Elisabeth, Mozart!, Rebecca, Ich war noch niemals in New York, Schikaneder

Siehe auch: Amadeus Austrian Music Award

### Theater

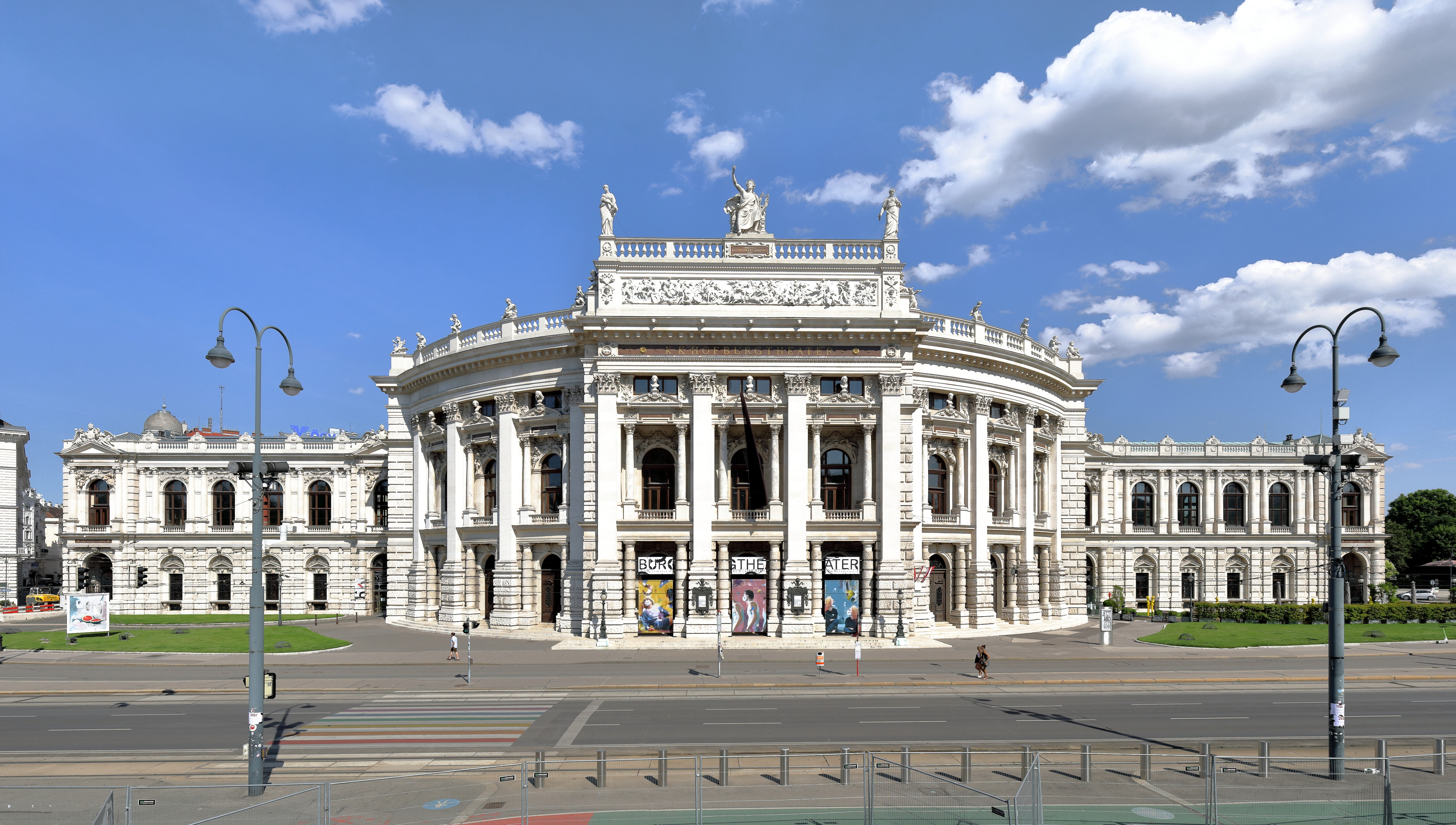
Burgtheater (Frontansicht)

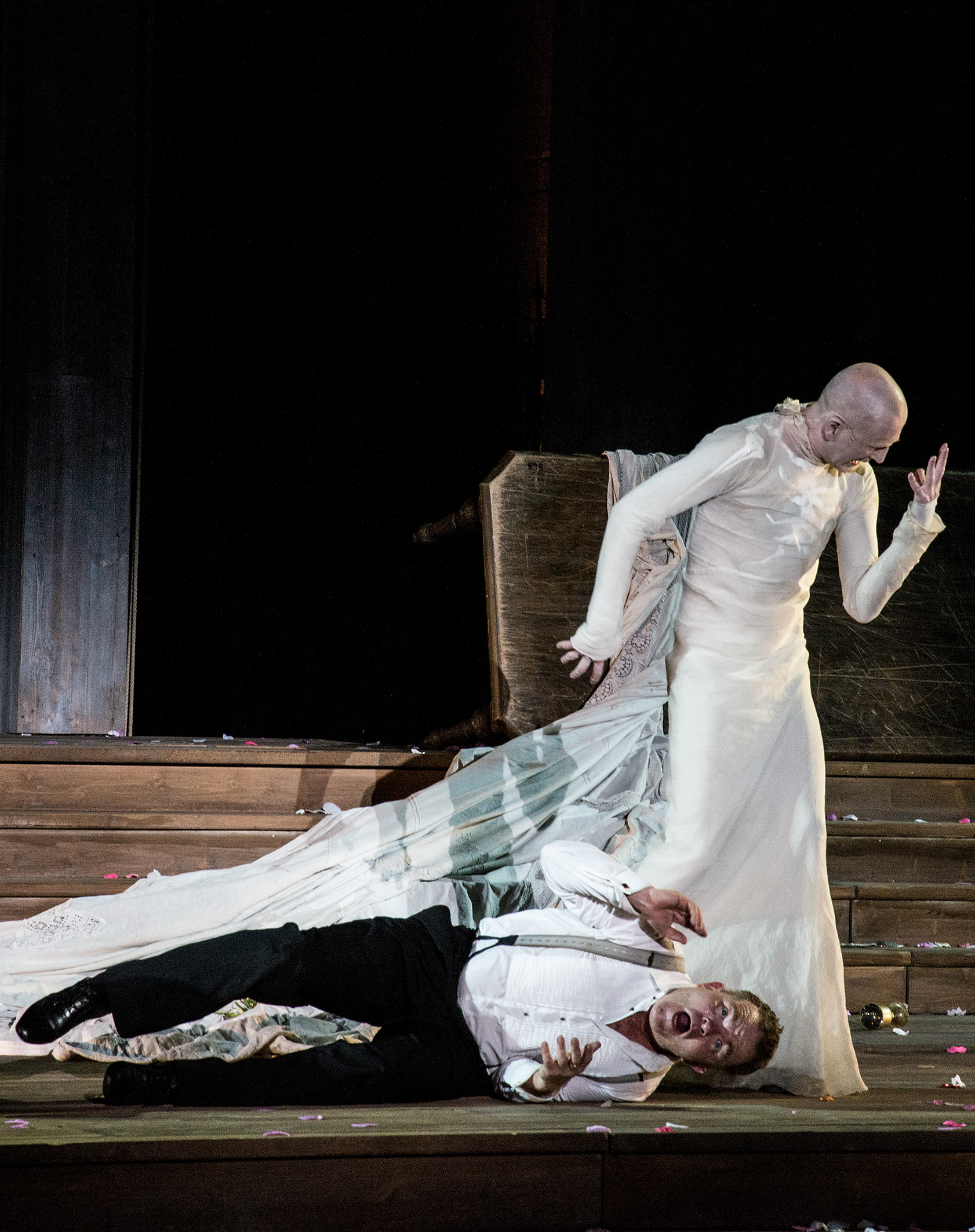
Jedermann und der Tod,
Salzburger Festspiele 2014

Ebenso wie in anderen europäischen Ländern geht das Theater auf mittelalterliche Weihespiele zurück. Aus der bildlichen Darstellung der Osterliturgie entwickelten sich im Spätmittelalter zunehmend komplexere Formen des Passionsspiels, die an einigen Orten noch heute gepflegt wird. Nach der dem Theater feindlichen Reformationszeit erlebte das Theater in der Barockzeit einen ungeheuren Aufschwung. Vor allem die Jesuiten, die intellektuelle Speerspitze der Gegenreformation, erkannten die propagandistischen Möglichkeiten dieses Mediums und führten auch schon nicht unmittelbar im Zusammenhang mit der Liturgie stehende Stoffe (wenngleich natürlich mit moralisierender Tendenz) auf. Daneben gibt es auch eine weltliche Strömung von Theater, die vor allem mit Volksbelustigung, vor allem im Fasching, zu tun hat. Sie finden ihren Höhepunkt in den spätmittelalterlichen Fastnachtsspielen. Ein intellektuellerer Zweig des Theaters sind die vor allem in der Renaissance entstehenden Huldigungsspiele, etwa des Schottenabtes Benedictus Chelidonius.
Den bedeutendsten Einfluss auf die mitteleuropäische Theatertradition hat die im Barock Anfang des 17. Jahrhunderts entstandene Oper; die ersten Aufführungen nördlich der Alpen fanden in Salzburg unter dem Fürsterzbischof Markus Sittikus von Hohenems statt. Diese Kunstform erwies sich als ideal für die Repräsentationsbedürfnisse des Absolutismus, schon allein aufgrund der Aufwändigkeit der Produktionen konnte ein großer Teil des Hofstaates einbezogen werden. Die Oper galt das ganze 18. Jahrhundert über als vornehmste Kunstform und in Wien, besonders während der Herrschaft der „komponierenden Kaiser“ (Ferdinand III., Leopold I. und Karl VI.) wirkte die Crème italienischer Komponisten, Librettisten und Theateringenieure.
Daneben hielt sich noch das vor allem von Wandertruppen verbreitete volkstümliche Theater, die bekannteste Figur ist Josef Anton Stranitzky, der Erfinder der Hanswurstfigur. Dieses Theater konnte sich in Wien länger gegen die von Gottsched inspirierten Theaterreformer halten – das volkstümliche Theater der Biedermeierzeit stammt direkt davon ab. Überhaupt erlebte das Theater im Vormärz einen ungeheuren Aufschwung, was sich auch in der Gründung neuer Theatergebäude niederschlug – das Theater an der Wien ist aus dieser Zeit noch erhalten. Die Popularität des Theaters im Vormärz lässt sich auch damit erklären, dass hier auch gerne in versteckter Form Sozialkritik betrieben wurde, besonders beim „Wienerischen Shakespeare“ Johann Nepomuk Nestroy. Nestroy ist gerade auch wegen seiner Doppelbödigkeit der heute noch meistgespielte Autor dieser Tradition, er verstand es (nach Egon Friedell) die Lustspielformen als „Emballage“ (Tarnung für Schmuggelgut) zu benutzen, um die „verbotene Ware, nämlich Philosophie, aufs Theater zu bringen“.
1776 wurde das Hofburgtheater von Joseph II. zum deutschen Nationaltheater erklärt, nicht zuletzt um das deutschsprachige Theater gegenüber dem italienischsprachigen zu fördern. In der Mitte des 19. Jahrhunderts wurde das Burgtheater zum reinen Sprechtheater, das sich vor allem an den Werken der Weltliteratur orientierte.
Auch die Oper behielt ihre Bedeutung und blieb bis weit ins 20. Jahrhundert hinein ein Phänomen der Massenunterhaltung, trotz ihres großbürgerlich-aristokratischen Anstriches. Volkstümlicher war die Form der Operette, die in den 1860er-Jahren nach Wien gekommen hier sofort heimisch wurde und auch ein neues Zentrum fand. Dies ist allerdings eine Theatertradition, die mit der Machtergreifung der Nationalsozialisten und der Vertreibung vieler Komponisten und Musiker ein abruptes Ende fand.
Im 20. Jahrhundert beschritt man auch am Theater vielerorts neue Wege, ein Meilenstein der Theatergeschichte stellen die 1920 begründeten Salzburger Festspiele dar, der Form nach eine Rückbesinnung auf die spätmittelalterlichen Weihespiele. Nach diesem Vorbild kam es in Mitteleuropa zur Gründung zahlreicher Theaterfestivals, etwa der Wiener Festwochen.
Im späteren 20. Jahrhundert kam es vor allem in den 1970ern zu einem neuen Theaterboom, der Akzent lag hier bei experimentellen Stücken und Formen, die oft von freien Kompanien gespielt wurden.
- Bedeutende Theater in Wien: Burgtheater, Akademietheater, Volkstheater, Schauspielhaus, Theater in der Josefstadt, Vienna’s English Theatre
- Wichtige Bühnen in den Bundesländern: Schauspielhaus (Graz), Salzburger Landestheater, Felsenreitschule, Landestheater Linz, Tiroler Landestheater, Seebühne
- Bekannte Dramen und Schauspiele: Heldenplatz, Jedermann, König Ottokars Glück und Ende, Ein Bruderzwist in Habsburg, Anatol, Liebelei, Der Reigen, Publikumsbeschimpfung
- Beliebte Komödien und Possen: Weh dem, der lügt!, Der böse Geist Lumpazivagabundus, Einen Jux will er sich machen, Zu ebener Erde und erster Stock, Das Mädl aus der Vorstadt, Der Barometermacher auf der Zauberinsel, Der Verschwender, Der Alpenkönig und der Menschenfeind, Der Bauer als Millionär
- Wichtige Schauspielschulen: Max-Reinhardt-Seminar
- Bekannte Darsteller: Alexander Girardi, Attila Hörbiger, Paula Wessely
- Bedeutende Regisseure: Martin Kušej

#### Kabarett
Einen besonderen kulturellen Stellenwert in Österreich besitzt die Kabarettszene. Sie schafft es, mittels des landeseigenen, österreichischen Humors im Rahmen einer kulturellen Veranstaltung, meist mit politischem oder alltäglichem, manchmal auch kritischem Themeninhalt, ein eigenes Flair zwischen Comedy, Theater und Unterhaltung zu entwickeln, das in dieser Form landesspezifisch ist. Bekannte Kabarettisten der Gegenwart sind unter anderem Lukas Resetarits, Josef Hader, Alfred Dorfer, Roland Düringer, Alf Poier, die teilweise schon seit Jahrzehnten die einschlägigen Bühnen besetzen und auch im deutschsprachigen Ausland rezipiert werden. Ebenso blickt Österreich historisch auf eine lange Kabarett-Tradition zurück, auch wenn diese zwischen 1938 und 1945 jäh unterbrochen wurde und beispielsweise durch die Ermordung von Fritz Grünbaum im KZ Dachau unwiederbringliche Verluste erlitt. Der bekannteste österreichische Kabarett-Preis ist der Salzburger Stier.
- Kabarett-Tradition vor 1938 und nach 1945: Fritz Grünbaum, Karl Farkas, Ernst Waldbrunn, Maxi Böhm, Gerhard Bronner, Cissy Kraner, Georg Kreisler, Jura Soyfer
- Vertreter des „Politischen Kabaretts“ der 1980er Jahre: Hans Peter Heinzl, Erwin Steinhauer, Lukas Resetarits, Werner Schneyder
- Bekannte Kabarettisten der Gegenwart: Josef Hader, Alfred Dorfer, Roland Düringer, Alf Poier, Dolores Schmidinger, Michael Niavarani, Andreas Vitasek
- Kabarettbühnen: Simpl, Vindobona, Metropol

### Architektur

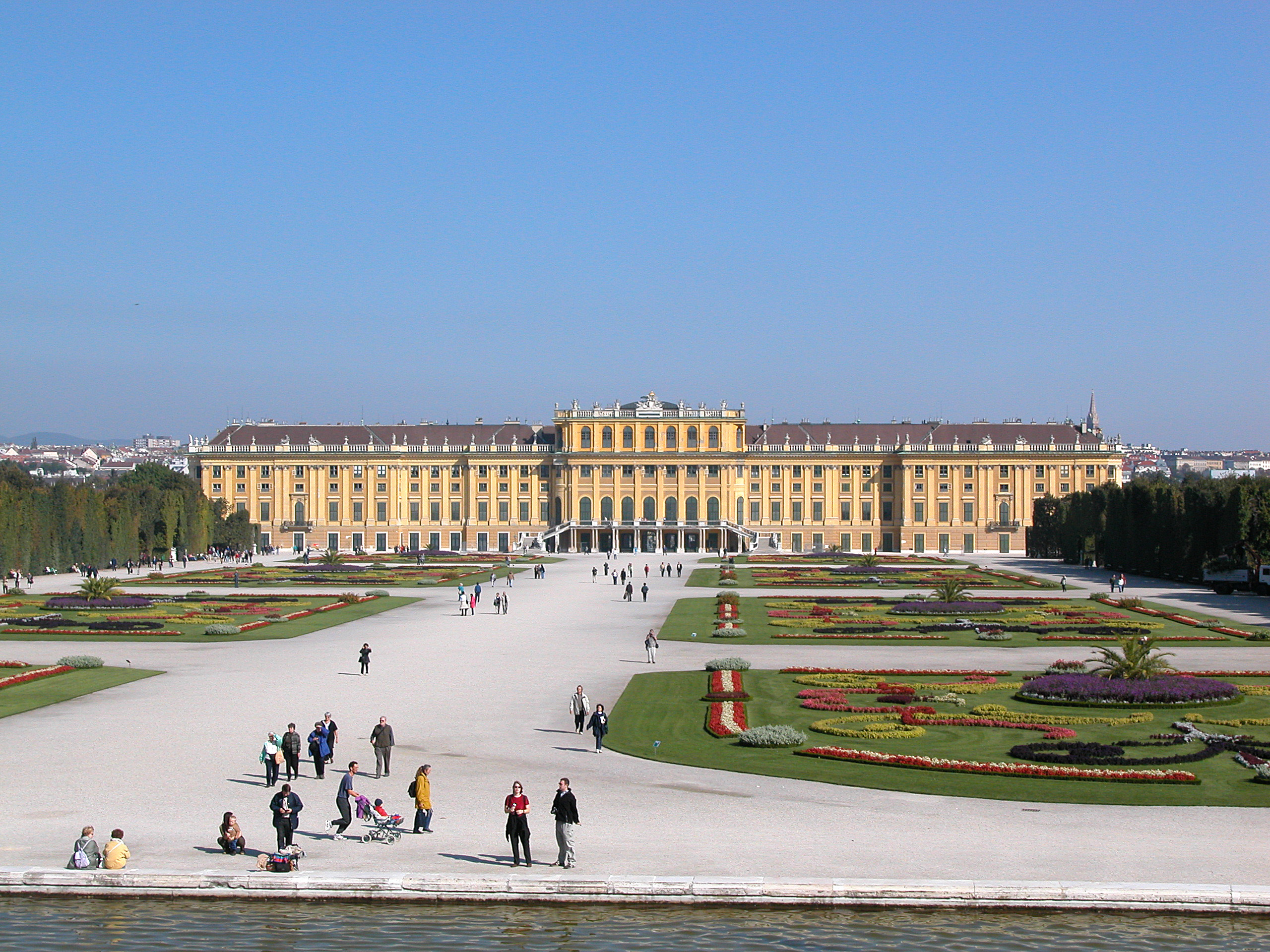
Schloss Schönbrunn

Etwa seit der Epoche der Romanik gibt es (nachantike) Architektur, die heute noch Bestand hat. Bekanntestes Beispiel für einen romanischen Sakralbau auf österreichischen Boden wäre der Dom zu Gurk in Kärnten. Abgelöst wird diese Epoche durch die Gotik, die sich im österreichischen Raum erst nach 1250 durchsetzt, dafür aber bis nach 1500 hegemonial bleibt. Der Stephansdom in Wien ist das wichtigste, auch im internationalen Vergleich bedeutende, Beispiel für den gotischen Baustil. Renaissance ist im Osten Österreichs kaum vorhanden, da wegen der ständigen Kriege gegen das Osmanische Reich die Mittel zum Bauen fehlten. Dieser Baustil ist daher eher in Graz oder Innsbruck (damals Residenzen habsburgischer Nebenlinien) zu finden oder auch in kleinen Landstädten, die in der darauffolgenden Zeit einen wirtschaftlichen Niedergang erlebten. Umso prägender ist in Österreich der Barockstil, der erst um 1690 einsetzt (also fast hundert Jahre verspätet), aber das Bild der weitaus meisten Stadtkerne dominiert. Zu dieser Zeit erlebte die österreichische Architektur nicht nur einen ungeheuren Bauboom, sondern erlangt auch erstmals europäische Geltung. Zudem wurden fast alle älteren Sakralbauten (auch die oben als Beispiel angeführten) barock überformt. Nach jedem Boom kommt üblicherweise eine Phase der Erschöpfung: dementsprechend sind Rokoko und auch früher Klassizismus relativ schwach vertreten. In der ersten Hälfte des 19. Jahrhunderts kamen neue Bauaufgaben, wie Wohnhäuser und Bürogebäude; sie wurden in einem heutzutage sehr geschätzten klassisch-schlichten Stil erbaut. Ab den 1860er-Jahren kam es vor allem in Wien zu einem zweiten großen Bauboom mit der Errichtung der Ringstraße und der Regulierung des Wienflusses. Es entstanden nicht nur historistische Prachtbauten, sondern auch die Fabriken und Zinshäuser der Vorstädte, die oft auf die grüne Wiese gestellt wurden und die Städte rasant expandieren ließen. Am Ende dieser Phase (um 1900) erlebte der Jugendstil seine kurze, kometenhafte Hegemonie, um bald darauf in eine am Klassizismus geschulte neue Sachlichkeit überzugehen. All dies lief jeweils mit heftigen Irritationen des Publikums ab. Dieser Neo-Klassizismus bleibt bis in die 1950er-Jahre dominierend. In neuerer Zeit wird in den gängigen (noch nicht abgrenzbaren) Stilen der Moderne beziehungsweise Postmoderne gebaut, auch hier wurde einiges von internationaler Bedeutung, etwa auf der Donauplatte oder im Campus WU in Wien gebaut.
- Barock: Johann Bernhard Fischer von Erlach, Johann Lucas von Hildebrandt
- Jugendstil: Otto Wagner, Richard Neutra
- Gegner des Jugendstils: Adolf Loos
- Moderne: Gustav Peichl, Hans Hollein, Clemens Holzmeister, Roland Rainer
- Das Stadtzentrum von Salzburg wurde 1996 von der UNESCO zum Weltkulturerbe erklärt.
- Das Stadtzentrum von Graz wurde 1999 von der UNESCO zum Weltkulturerbe erklärt.
- Das Stadtzentrum von Wien wurde 2001 von der UNESCO zum Weltkulturerbe erklärt.
- Berühmte Gebäude: Stephansdom, Schloss Schönbrunn, Hofburg, Schloss Belvedere, Festung Hohensalzburg, Goldenes Dachl, Grazer Uhrturm, Schloss Hellbrunn, Schloss Esterházy (Eisenstadt)

Siehe auch:
- Liste romanischer Bauwerke in Österreich, Liste gotischer Bauwerke in Österreich, Liste von Renaissancebauwerken in Österreich, Liste von Barockbauwerken in Österreich, Liste klassizistischer Bauwerke in Österreich (mit Biedermeier), Liste historistischer Bauwerke in Österreich
- Liste der Sehenswürdigkeiten Wiens, Liste der höchsten Bauwerke in Österreich

### Malerei
Die älteste noch erhaltene Malerei im Ostalpenraum sind die Fresken romanischer Kirchen, die in Österreich relativ zahlreich erhalten sind. Bekannte Beispiele sind die Fresken von Lambach (Oberösterreich) und Pürgg (Steiermark).
Die Fresken im Dom zu Gurk (Kärnten) haben als repräsentatives Werk des Übergangs zur Gotik große Bedeutung. In dieser nachfolgenden Epoche wendet sich die Malerei eher dem Tafel- oder Glasbild zu, in Österreich entwickeln sich erst am Ende dieser Periode (im 15. Jahrhundert) Zentren dieses Stils. Mit dem Porträt von Herzog Rudolf IV. ist in Wien eines der ersten (Halb-)Frontalportraits des Abendlandes entstanden. Ein anderes Zentrum der Malerei sind der Raum Tirol/Salzburg/Südtirol/Südbayern, wo im Spätmittelalter zahlreiche Flügelaltäre entstehen. Der bekannteste ist der Flügelaltar in St. Wolfgang von Michael Pacher. Am Ausgang des Mittelalters wirkt die Donauschule – so genannt wegen ihres Einflussgebietes von Regensburg bis Wien – in der bereits die neuzeitliche Tendenz zum Realismus durchschlägt, namentlich in ihrer lebendigen und dramatischen Darstellung der Natur.

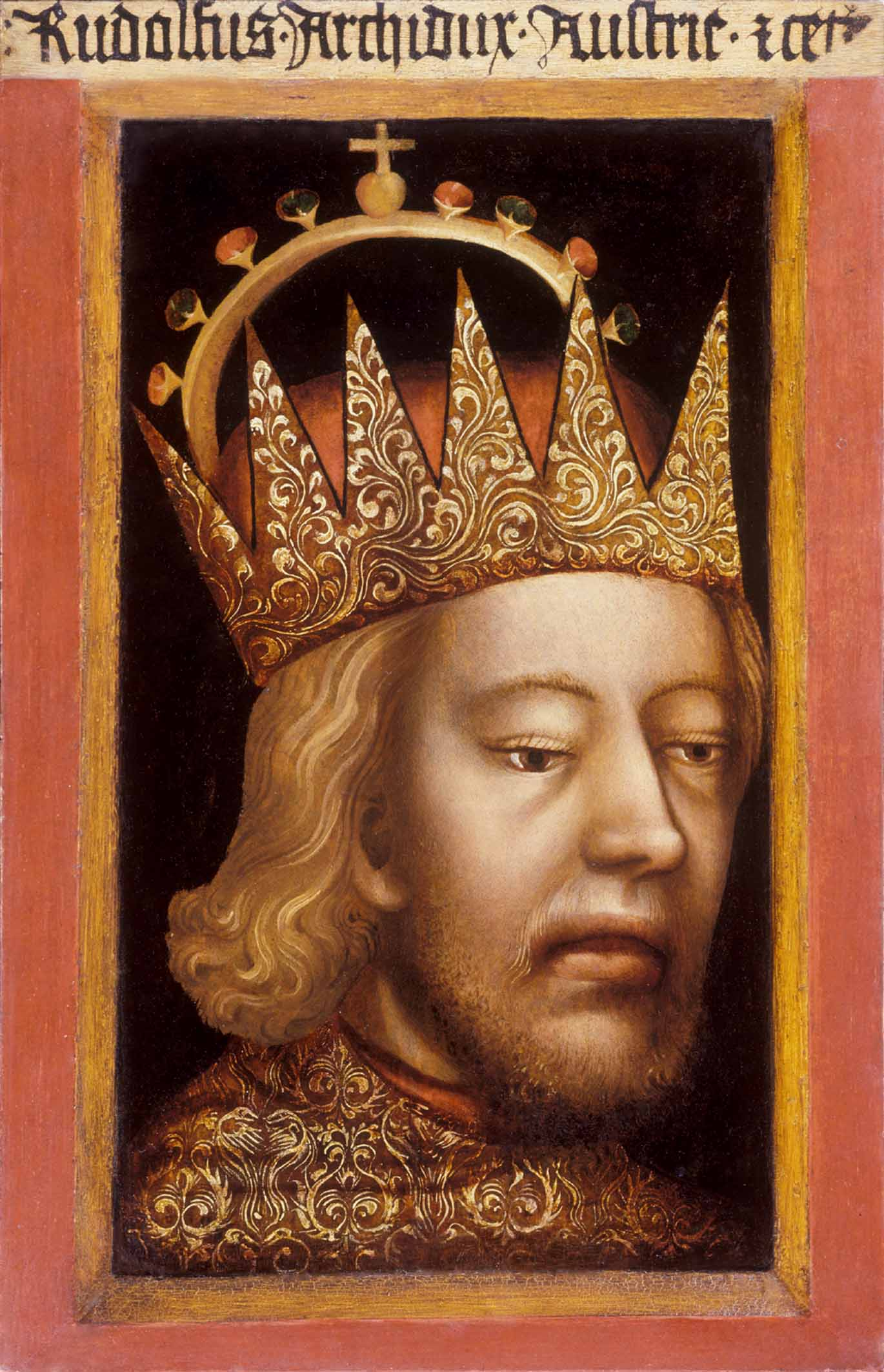
Porträt Rudolfs IV.

Renaissance- und frühe Barockmalerei ist im österreichischen Raum relativ schwach vertreten. Im 17. Jahrhundert werden die meisten öffentlichen Aufträge von Italienern ausgeführt, die auf diese Weise aber eine Verbindung zu den dortigen künstlerischen Entwicklungen herstellen. Ab 1690 kommt es wie in der Architektur (und damit Hand in Hand gehend) auch in der Malerei zu einer Explosion von Kreativität – mitteleuropäische Künstler sind plötzlich gefragt und es entsteht eine spezifische regionale Ausprägung von Barockmalerei, die zu den Höhepunkten der Kunst in Österreich überhaupt zählt. Die Zentren dieser Kunst sind nicht nur die Kaiserstadt Wien, sondern auch zahlreiche Klöster in Nieder- und Oberösterreich, die von Grund auf umgestaltet werden.
Am Beginn des 19. Jahrhunderts steht die vaterländisch-heroische Malerei des Klassizismus (eine Periode in der die Wiener Akademie internationale Beachtung erlangte) und die romantischen Gegenströmungen, etwa die Nazarener. Die nachfolgende Periode des Biedermeiers ist bereits bürgerlich geprägt: es entstehen (überwiegend kleinformatige) Porträts und Genreszenen, wobei (insbesondere bei Waldmüller) immer wieder auch schon leichte Sozialkritik mitschwingt. In der Phase des Historismus steht wieder die große Ausstattungsmalerei im Vordergrund – auch hier geht die Malerei Hand in Hand mit einem Bauboom. Prägende Figur dieser Ära ist Hans Makart, dessen Malerei schon von den Zeitgenossen als Inbegriff des damaligen Kunstverständnisses gewertet wird.

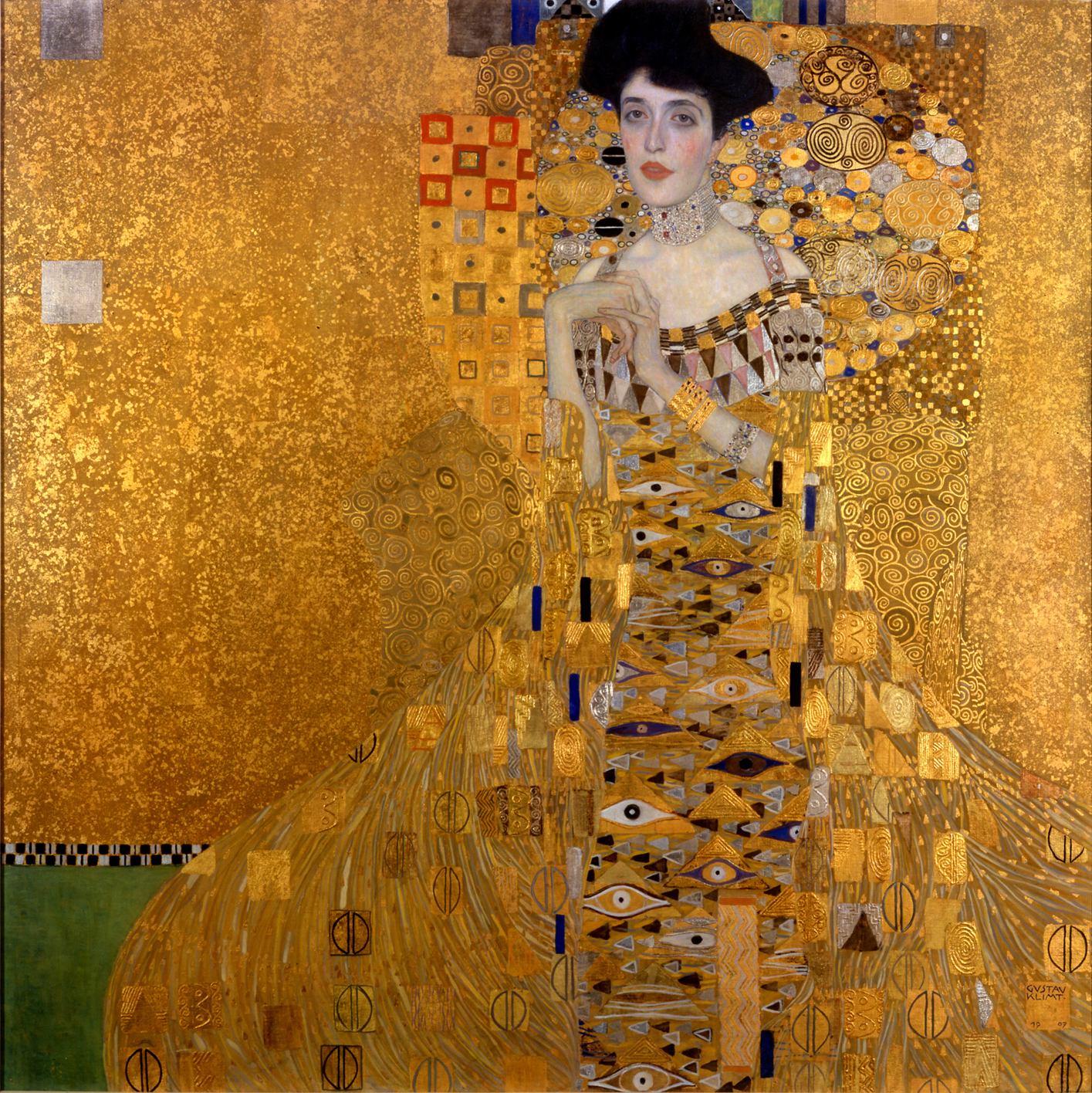
Adele Bloch-Bauer I (1907), eines der teuersten Gemälde der Welt

Einen weiteren Höhepunkt erreicht die Malerei in Österreich um 1900, als Wien ein Zentrum des Jugendstils wurde, was sich institutionell mit der Gründung der Wiener Secession 1897 niederschlägt. Besonders die Malerei Klimts ist heutzutage international hoch geschätzt und gilt auch als wichtiger Meilenstein in der Entwicklung zur Moderne. Aus Teilen dieser Bewegung entwickelt sich einige Jahre später die österreichische Variante des Expressionismus. Daneben finden sich in dieser Periode mit dem Expressionismus verwandte Einzelgänger wie Egon Schiele oder der „Bauernmaler“ Albin Egger-Lienz.
Mit dem Ersten Weltkrieg verlor Wien auch seine Position als künstlerisches Zentrum; die moderne Malerei aller Schattierungen wird rezipiert, doch es gehen von Österreich keine wesentlichen Impulse mehr aus. In der zweiten Hälfte des 20. Jahrhunderts hat es die Wiener Schule des Phantastischen Realismus mit einer popularisierten Variante des Surrealismus zu gewisser Beliebtheit gebracht. In dieses Umfeld gehört auch Friedensreich Hundertwasser mit seinen eher abstrakt-dekorativen Bildern, der sich auch als Häuserbauer und „Behübscher“ einen Namen gemacht hat.
- Barock: Johann Michael Rottmayr, Daniel Gran, Paul Troger, Franz Anton Maulbertsch
- Biedermeier: Ferdinand Georg Waldmüller
- Historismus: Hans Makart, Rudolf von Alt, Karl Rahl
- Jugendstil: Gustav Klimt, Koloman Moser, Franz Matsch
- Expressionismus: Richard Gerstl, Oskar Kokoschka, Egon Schiele
- Dadaismus: Raoul Hausmann
- Moderne: Arnulf Rainer, Gottfried Helnwein

Siehe auch: Liste österreichischer bildender Künstler

### Wiener Aktionismus
Ein eigenständiges, genresprengendes Phänomen ist der Aktionismus der 1960er-Jahre, der sich im Grenzbereich von Theater und Malerei entwickelt hat. Thema dieser Kunstform ist der menschliche Körper als Schnittstelle von Sexualität, Schmerz und Tod, der von den Künstlern auch als wichtigstes Material hergenommen wird. Diese (nicht selten theatermäßig inszenierten) Aktionen gingen von Körperbemalung bis zur Selbstverletzung und der Verwendung von Exkrementen und sind in ihrer Radikalität bis heute nicht eingeholt.
Damit verwandt ist auch die Kunst von Hermann Nitsch, in dessen Orgien-Mysterien-Theater ein Gesamtkunstwerk aus Musik, Malerei, Opferritualen und Weihespiel angestrebt wird. Gerade dieser, heutzutage als wichtigster künstlerischer Beitrag aus Österreich aus der zweiten Hälfte des 20. Jahrhunderts bewertete Aktionismus löste in der Öffentlichkeit extreme Irritationen aus. Auch noch um die Jahrtausendwende wurde Nitsch von der Boulevardpresse mit Kampagnen gegen ihn und seine Kunst gewürdigt.
- wichtige Vertreter: Günter Brus, Otto Muehl, Rudolf Schwarzkogler, Hermann Nitsch

### Bildhauerei

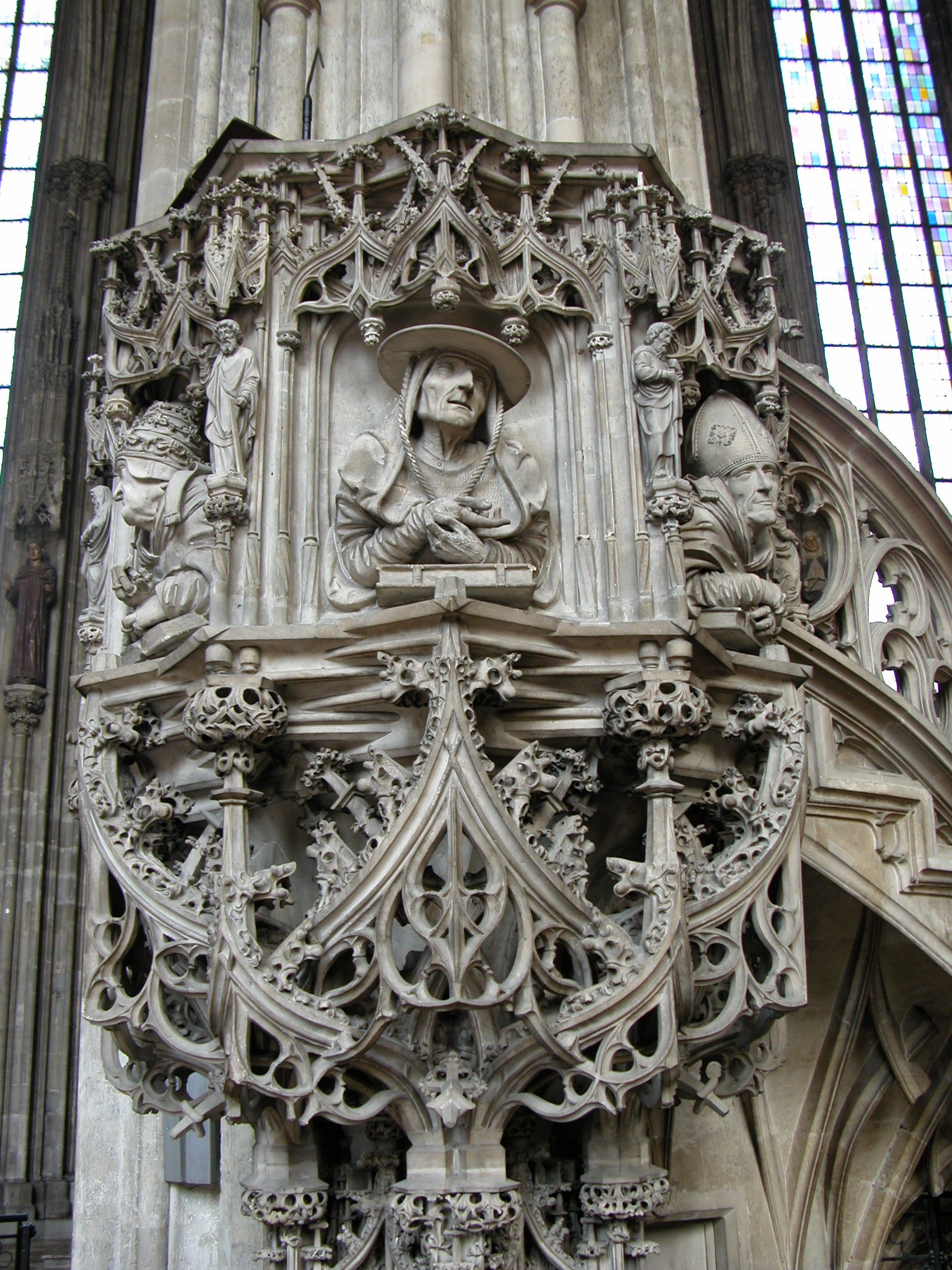
Die Domkanzel im Wiener Stephansdom ist ein Meisterwerk der gotischen Bildhauerkunst

Die Bildhauerei in Österreich ist (so wie bei allen Kunstsparten) nicht von der des mitteleuropäischen Raums insgesamt zu trennen, vor allem Einflüsse aus Böhmen (im Mittelalter) und aus Italien (in späterer Zeit) sind stilbestimmend. Das Material ist dasselbe wie in der Architektur, also vor allem Sand- und Kalkstein sowie Marmor, wobei vor allem der aus Salzburg qualitativ sehr hochwertig ist.
Romanische und gotische Bildhauerei ist dem architektonischen Ensemble untergeordnet. Aus der Zeit der Romanik und Frühgotik sind vor allem Kruzifixe und Marienstatuen überliefert. Einen ersten Höhepunkt entwickelt die plastische Kunst im Spätmittelalter, nicht zuletzt im Zusammenhang mit Sankt Stephan, wo für die Zeit ab der Mitte des 14. Jahrhunderts ein reger Austausch mit Böhmen nachgewiesen ist. In Konkurrenz zur Kulturmetropole Prag entwickelt Wien die renommierte Herzogswerkstatt und vor allem die Produktionen im höfischen Stil der Zeit um 1400 (dem „schönen“ oder „weichen Stil“) haben durchaus europäisches Format. Dasselbe gilt auch für den nachfolgenden „schweren“ (realistischeren) Stil der Spätgotik, wo Graz und Innsbruck neben Wien treten. Der Dom von Sankt Stephan bleibt aber ein wichtiger Rahmen für die Bildhauerkunst – die Domkanzel oder das Grabmal Kaiser Friedrichs III. gehören zu den bedeutendsten spätgotischen Kunstwerken überhaupt. Daneben kommen Flügelaltäre auf, in denen Bildschnitzerei und Malerei meist eine Einheit bilden. Einer der bekanntesten Meister dieser Kunst ist Jakob Kaschauer.
In der Renaissance verselbständigte sich die Figurenplastik, und mit dem Metallguss fand auch eine neue Technik Eingang in die Kunst. Eines der ersten Beispiele von Monumentalplastik, wo die Skulpturen nicht in die Architektur eingefasst sind, stellen die Schwarzen Mander beim Grabmal Kaiser Maximilians I. dar.
So wie die anderen Kunstsparten erreichte auch die Bildhauerei einen neuen Höhepunkt in der Barockzeit, wobei auch hier wieder gilt, dass die barocken Lösungen um einige Jahrzehnte verspätet übernommen wurden. Die in der barocken Kunst innewohnende Tendenz zum Gesamtkunstwerk, bei dem die einzelnen Teile eines Werkes aufeinander bezogen beziehungsweise auf ein Zentrum hin angeordnet werden, macht die Emanzipation der Bauplastik von der Architektur teilweise wieder rückgängig, allerdings wird dabei auch die Plastik zu einer Art Architektur. Stilbildend in diese Richtung ist die Pestsäule in Wien, bei der die Figuren um eine Wolkensäule gruppiert sind. Diese barocken Traditionen wirken bis weit ins 19. Jahrhundert fort, auch wenn ab dem mittleren 18. Jahrhundert eine gewisse Tendenz zu klassizistischer Nüchternheit nicht zu übersehen ist.
In der Zeit zwischen dem ausgehenden 18. und dem beginnenden 19. Jahrhundert waren die Aufträge relativ spärlich – in dieser Zeit entstand hauptsächlich Kleinplastik. Erst mit den Monumentalbauten des Historismus stieg die Zahl der Aufträge für Bildhauer wieder. Parallel dazu entstanden eine Unmenge an Denkmalen zur Möblierung der Städte – die Zeitgenossen sprachen von einer richtigen „Denkmalpest“. Stilistisch orientierte man sich dabei meist an barocken Vorbildern.
Mit dem Secessionismus wurde wie in der Malerei versucht, eine eigenständige Formensprache zu erreichen; daneben gibt es auch schon mit dem Expressionismus verwandte Strömungen, die die gesamte Zwischenkriegszeit nachwirken.

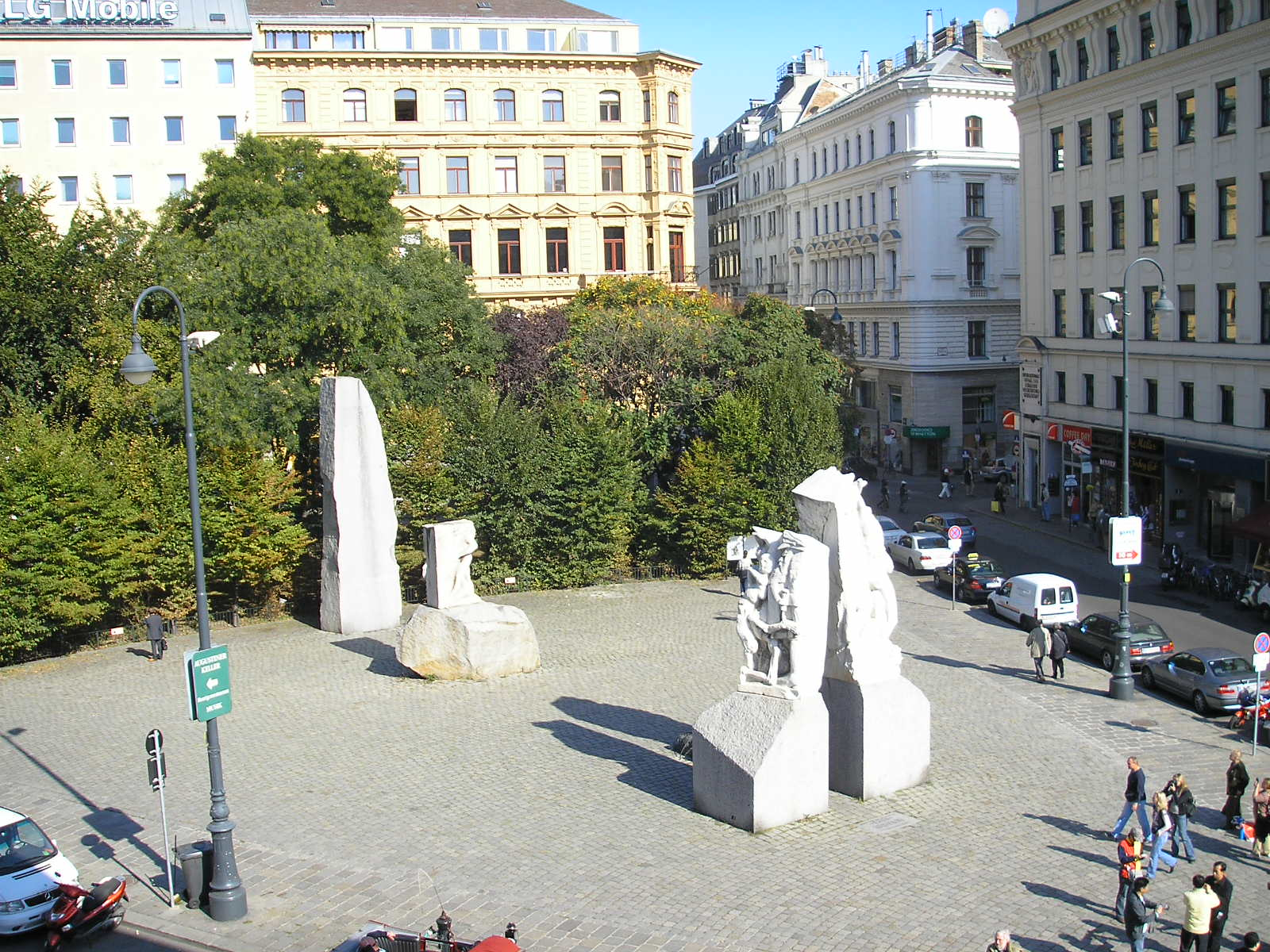
Das Mahnmal gegen Krieg und Faschismus von Alfred Hrdlicka wurde 1988 errichtet

Im Laufe des 20. Jahrhunderts gewannen abstrakte Darstellungsweisen mehr und mehr an Boden; am bekanntesten ist das Werk von Fritz Wotruba, das eine folgerichtige Entwicklung zu immer einfacheren Grundformen durchmacht. In den letzten Jahrzehnten stehen vor allem Experimente mit neuen Materialien sowie die Suche nach neuen Ausdrucksformen im Vordergrund.
- Gotik: Anton Pilgram, Niclas Gerhaert van Leyden, Jakob Kaschauer, Michael Pacher, Meister der Flügelaltäre von Kefermarkt und Mauer bei Melk.
- Barock: Georg Raphael Donner, Balthasar Ferdinand Moll, Paul Strudel, Franz Xaver Messerschmidt
- Historismus: Anton Dominik Fernkorn, Victor Tilgner, Carl Kundmann
- Secessionismus: Edmund Hellmer
- 20. Jahrhundert: Anton Hanak, Fritz Wotruba, Alfred Hrdlicka, Bruno Gironcoli, Wander Bertoni

### Neue Medien
Im Bereich des Kunstschaffens der Medienkunst hat Österreich mit der Ars Electronica in Linz eines der international bedeutendsten Festivals hervorgebracht. Dort findet mit der Klangwolke auch ein Brückenschlag zwischen der klassischen Tradition Österreichs und den neuen Kunstmedien globaler Bedeutung statt.

### Museen

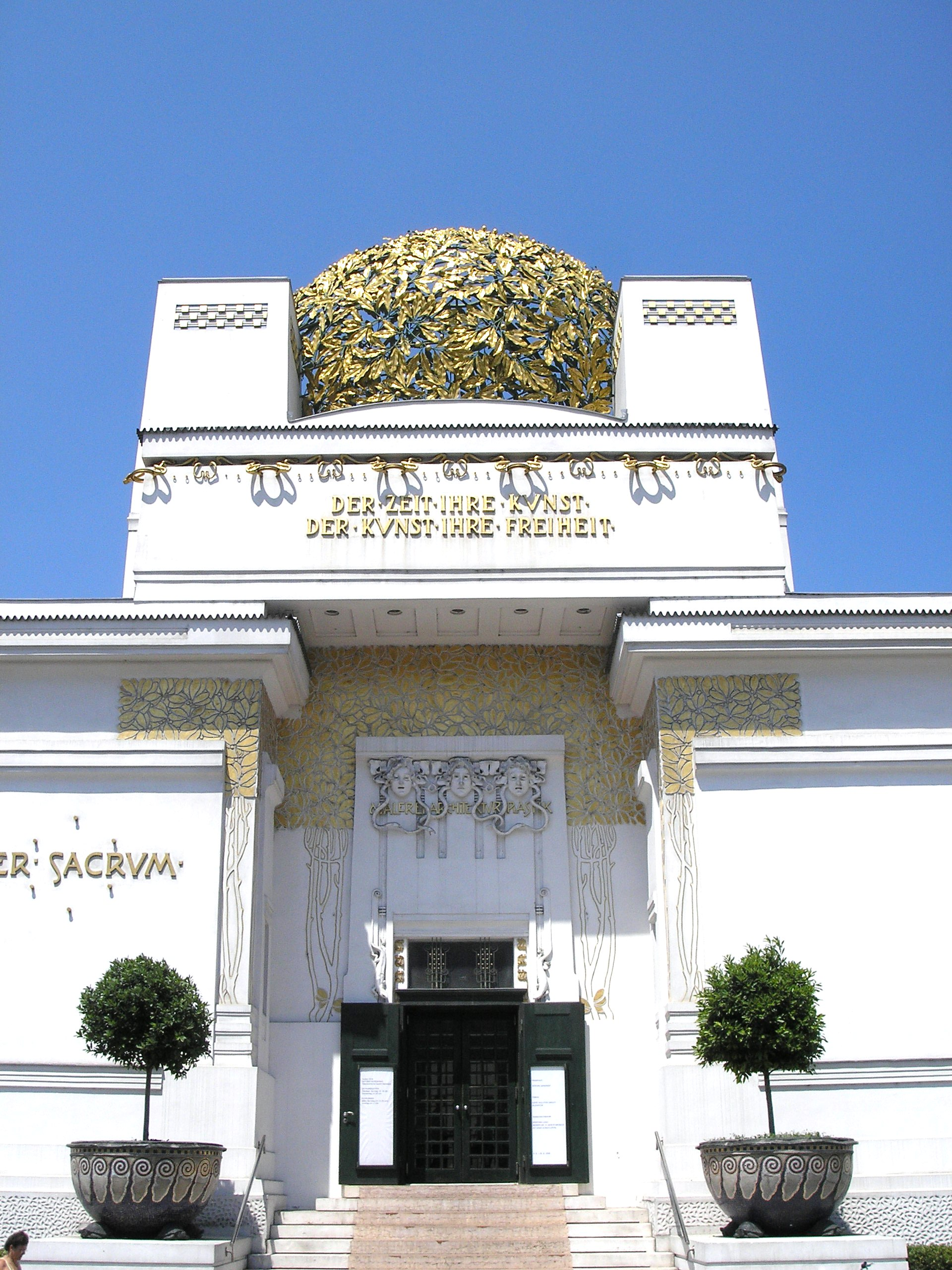
Das Ausstellungshaus der Wiener Secession

- MuseumsQuartier Wien: Kunsthalle Wien, Leopold Museum, MUMOK (Museum Moderner Kunst), und etliche andere mehr
- Kunstmuseen: Albertina (Wien), Kunsthistorisches Museum Wien (KHM), Österreichische Galerie Belvedere, Liechtenstein-Museum, Museum für angewandte Kunst (Wien) (MAK), Sammlung Essl, Lentos Linz, Wiener Secession, Alte Galerie (Graz)
- Wissenschaftliche Museen: Naturhistorisches Museum Wien, Technisches Museum Wien, Österreichische Nationalbibliothek mit Prunksaal, Globenmuseum, Esperantomuseum und Papyrusmuseum
- Weitere bedeutende Museen: Landeszeughaus (Graz), Teil des Landesmuseum Joanneum, Ars Electronica Center Linz, Grazer Kunsthaus, Künstlerhaus Bregenz, Tiroler Landesmuseum (Ferdinandeum), Haus der Musik, Schatzkammer (Wien), Heeresgeschichtliches Museum, Rupertinum Salzburg

Siehe auch: Liste von Museen in Österreich

### Film und Fernsehen
Hauptartikel: Kino und Film in Österreich
Ein weiteres Metier erfolgreicher Österreicher stellen die Sparten Film und Theater dar, in denen unter anderem Max Reinhardt, Karl Farkas, Curd Jürgens, Maximilian Schell, Romy Schneider, Senta Berger, Oskar Werner, O. W. Fischer, Otto Schenk, Klaus Maria Brandauer, Martin Kušej. Berühmtheit erlangten. Bekannte Filmregisseure aus Österreich waren bzw. sind u. a. Erich von Stroheim, Billy Wilder, Fritz Lang, Josef von Sternberg, Otto Preminger, Robert Dornhelm, Michael Haneke, Ulrich Seidl, Hans Weingartner.
In der Pionierzeit des Films Ende des 19. und Anfang des 20. Jahrhunderts bis zur europäischen Filmwirtschaftskrise in den 1920er Jahren zählte Österreich zu den führenden Ländern – sowohl was Erfindertum als auch das Filmschaffen an sich betraf. So entwickelte der Tiroler Simon Stampfer 1832 das „Lebensrad“, und bereits 1847 führt Ludwig Döhlinger im Josefstädter Theater „bewegliche Bilder“ vor. Die erste belegte öffentliche Filmvorführung fand am 20. März 1896 vor geladenem Publikum in der Lehr- und Versuchsanstalt für Photographie und Reproduktionsverfahren mit dem Lumière’schen Kinematographen statt. Jedoch sollen bereits wenig zuvor in einer Schaubude im Wiener Prater „Lebende Bilder“ vorgeführt worden sein. Von da an schafften sich mehr und mehr Besitzer von Schaubuden oder Kuriositäten- und Abnormitätenvorführlokalen Kinematographen an. Die ersten Kinos im heutigen Sinne, in denen neben angekündigten Filmvorführungen keine anderen Aktivitäten mehr durchgeführt werden, entstanden jedoch erst zwischen 1900 und 1905. Als ältestes Kino galt das Wiener Erika Kino, welches 1999 nach 99 Jahren Betrieb schloss.
Der internationale Handel mit Stummfilmen florierte. Die Bedeutung Österreichs in der weltweit stark wachsenden Filmindustrie nahm mit dem Ersten Weltkrieg stark ab, konnte sich danach aber rasch wieder erholen und erreichte bereits 1921 mit rund 140 produzierten Filmen ihren Höhepunkt. Viele Regisseure und Schauspieler arbeiteten zu dieser Zeit auch, oder überwiegend, in Deutschland. Für die dort ansässig gewesene größte deutsche Filmgesellschaft, die Ufa, filmte etwa Regisseur Fritz Lang, der 1927 mit Metropolis einen Welterfolg landete. Spätestens mit steigender Unterdrückung des freien Filmschaffens Mitte der 1930er in Deutschland, und wenig später auch in Österreich, emigrierten viele heimische Filmschaffende – teils mit Zwischenstationen in England oder Frankreich – in die Vereinigten Staaten, um dort am Aufbau der Hollywood-Filmindustrie mitzuwirken und Karriere zu machen, wie etwa Billy Wilder oder Otto Preminger.
Nach dem Zweiten Weltkrieg erreichte die Filmproduktion in den 1950er Jahren zwar einen zweiten Höhepunkt, doch spielten österreichische Filme außerhalb des deutschsprachigen Raums nur noch eine kleine Rolle. Produziert wurden Musik- und Heimatfilme für den deutschsprachigen Raum mit Publikumslieblingen wie Peter Alexander, Gunther Philipp, Marika Rökk und Hans Moser. Ein wesentlicher Regisseur, dessen Karriere mehr als fünfzig Jahre überspannt, ist Franz Antel, der die unterschiedlichsten Filmgenres in seinem Schaffen vereint.
Nach Niedergang des Musikkomödien- und Heimatfilmschaffens folgte in den 1970er Jahren das unproduktivste Jahrzehnt der österreichischen Filmgeschichte mit jährlich nur etwa fünf Kinofilmen. In den 1980er Jahren erholte sich das heimische Filmschaffen und auch die Filmförderung wurde eingeführt. Es entstanden auch mehrere Kultserien wie Ein echter Wiener geht nicht unter oder Kottan ermittelt. Auch Fernsehshows waren damals sehr beliebt, und Moderatoren wie Heinz Conrads zählten zu den Lieblingen der Nation. In den 1980er Jahren erlangte Karl Moik mit seiner Sendung Musikantenstadl große Bekanntheit im gesamten deutschsprachigen Raum.
In den 1990er Jahren entwickelte sich das Schaffen des Neuen Österreichischen Films, der von Anfang an gesellschaftskritische Produktionen hervorbrachte, weiter, und erreichte neue Höhen, die seit der Jahrtausendwende mit mehr und mehr Filmpreisen gewürdigt werden. Meist junge und kaum bekannte Regisseure und Schauspieler verwirklichen seitdem kreative Filme, oft mit sozial- oder gesellschaftskritischem Inhalt. Vor allem der seit den 1980er Jahren aktive Michael Haneke hat mit seinen die menschliche Befindlichkeit sezierenden Spielfilmen geschafft, sich international als einer der wichtigsten zeitgenössischen Filmemacher zu etablieren. Seine Arbeiten Die Klavierspielerin sowie Caché wurden mehrfach preisgekrönt und gelten als wesentliche Bestandteile des Weltkinos. Ebenfalls viel beachtet ist Ulrich Seidl, dessen in Venedig uraufgeführte und ausgezeichnete Arbeit Hundstage ein großes Echo fand. Als diskussionswürdige Gestalter heutigen Filmschaffens haben sich außerdem Barbara Albert (Nordrand), Michael Glawogger (Slumming), Jessica Hausner (Hotel), Wolfgang Murnberger (Silentium), Paul Rosdy, Stefan Ruzowitzky (Anatomie) oder Hans Weingartner (Die fetten Jahre sind vorbei) empfohlen.
Auf dem Experimentalfilmsektor hat sich seit den 1950er Jahren eine reiche Tradition entwickelt, die von Peter Kubelka, Valie Export oder Kurt Kren bis zu Virgil Widrich reicht. Auch bei erfolgreichen Koproduktion wie dem preisgekrönten Film Esmas Geheimnis – Grbavica waren österreichische Produzenten maßgeblich beteiligt. Ein wichtiges Forum zur Außendarstellung der österreichischen Filmemacher stellen alljährlich die Filmfestspiele in Cannes dar.
Die TV-Serie Kommissar Rex des Wiener Produzenten Peter Hajek erwies sich als großer internationaler Erfolg und wurde in zahlreiche Länder verkauft.
- Bekannte Darsteller: Maximilian Schell, Romy Schneider, Paula Wessely, Attila Hörbiger, Klaus Maria Brandauer, Helmut Berger, Leon Askin, Maria Schell, Hans Moser, Arnold Schwarzenegger, Oskar Werner, Christiane Hörbiger, Elisabeth Orth, Michael Heltau, Senta Berger, Tobias Moretti, Nicholas Ofczarek, Cornelius Obonya
- Bedeutende Regisseure: Michael Haneke, Hubert Sauper, Fritz Lang, Fred Zinnemann, Axel Corti, Franz Antel
- Fernsehserien: Kommissar Rex

Siehe auch: Österreichische Filmgeschichte, Filmfestivals in Österreich, Liste österreichischer Filmproduktionsgesellschaften, Liste österreichischer Filme, Österreichischer Film- und Fernsehpreis Romy

### Bekannte Kulturereignisse, Festspiele, Festivals etc.
- Wiener Opernball
- Life Ball
- Wiener Festwochen
- Salzburger Festspiele
- Bregenzer Festspiele
- Seefestspiele Mörbisch

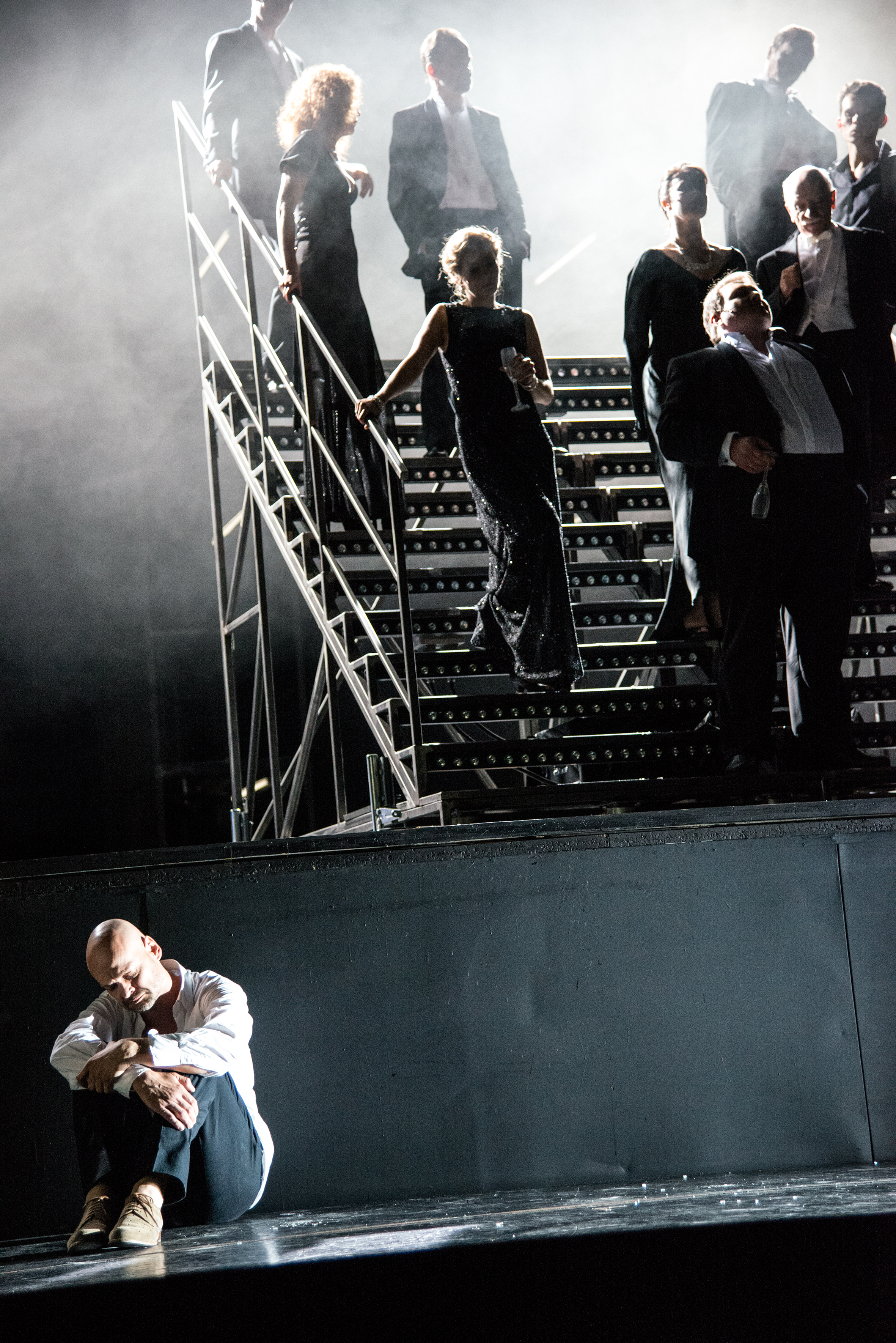
Die letzten Tage der Menschheit von Karl Kraus, Koproduktion des Burgtheaters und der Salzburger Festspiele, 2014

- Viennale (Vienna International Film Festival)
- Schubertiade
- Steirischer Herbst
- Carinthischer Sommer
- Donauinselfest
- Diagonale (Filmfestival)
- Styriarte
- Brucknerfest (Linz)
- Tiroler Festspiele Erl
- Oper Klosterneuburg
- Lehár Festival Bad Ischl
- Nova Rock Festival

## Wissenschaft

### Berühmte österreichische Wissenschafter und Ingenieure

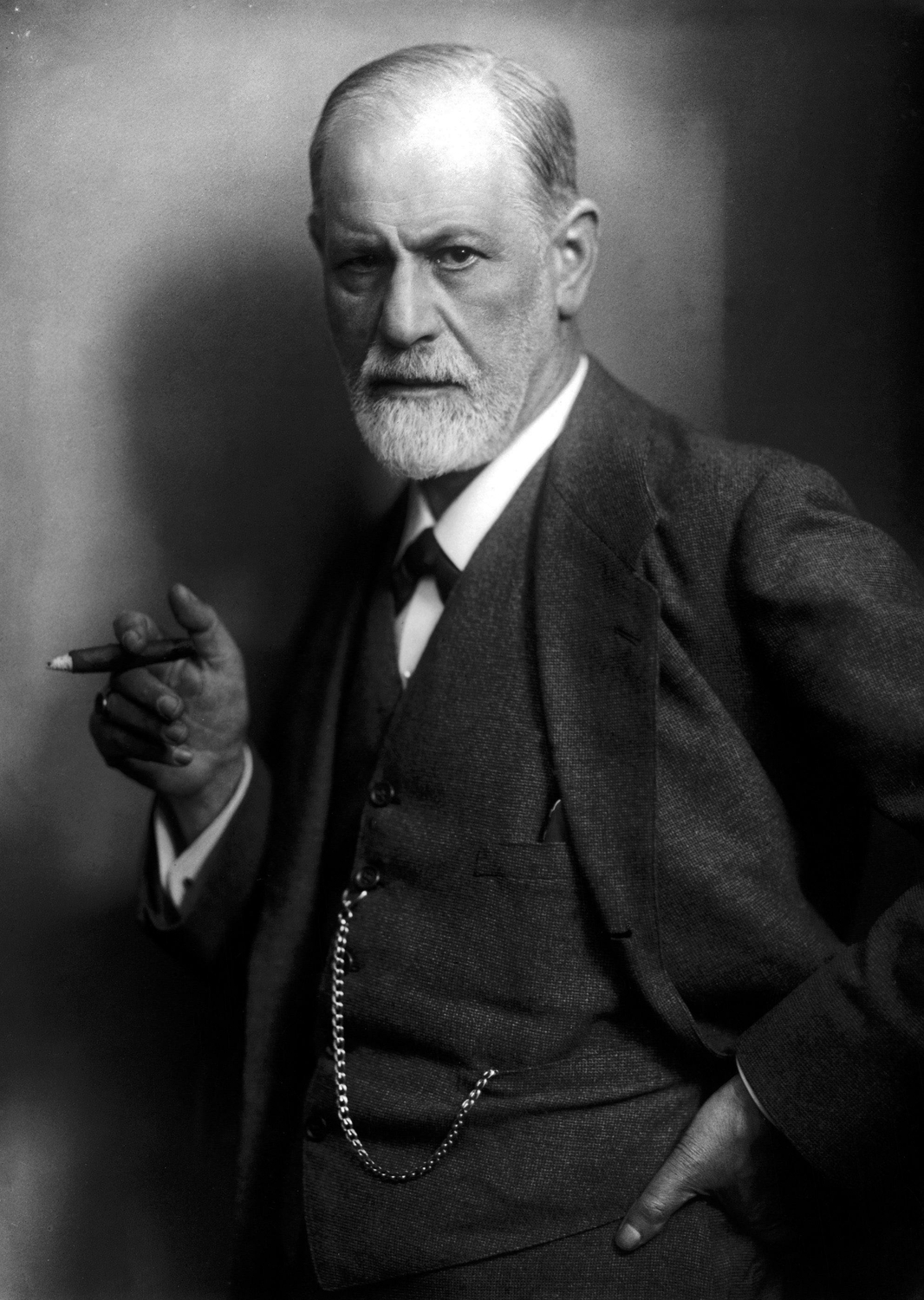
Sigmund Freud (1856–1939), Begründer der Psychoanalyse

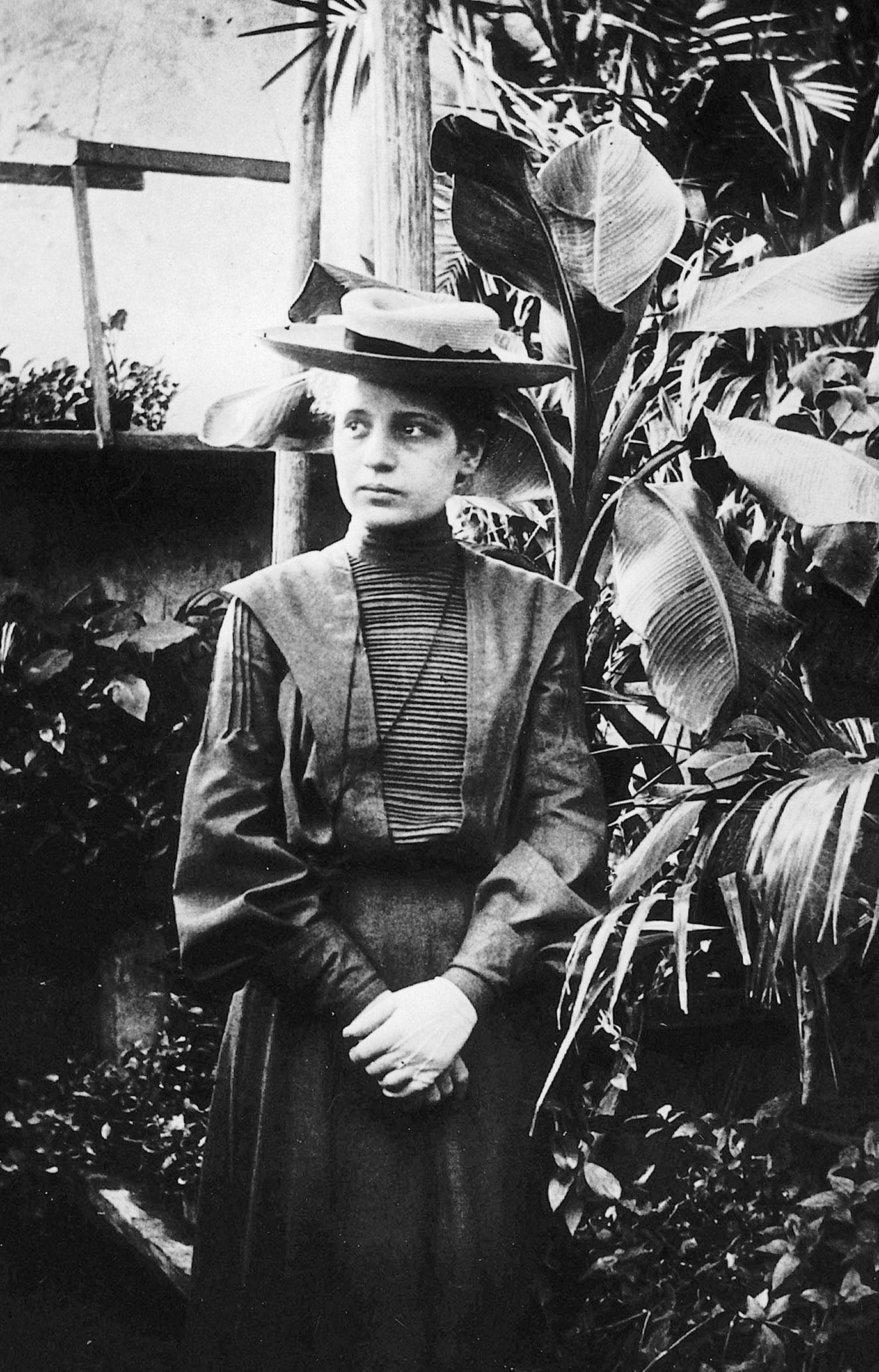
Die Kernphysikerin Lise Meitner (1878–1968)

Österreich war, vor allem in den frühen Jahren des 20. Jahrhunderts, eine der führenden Wissenschaftsnationen der Welt und brachte Denker und Forscher wie Wolfgang Pauli und Erwin Schrödinger hervor, die als Begründer der Quantenphysik gelten. Bekannt sind auch der Erfinder Viktor Kaplan und Ludwig Boltzmann, einer der Wegbereiter der Thermodynamik.
In den 1920er-Jahren war Wien kurzzeitig ein Zentrum der Philosophie. Der Wiener Kreis um Moritz Schlick und Otto Neurath, in dem der Logische Positivismus entwickelt wurde, stellte die Wissenschaftstheorie auf eine neue Grundlage. Auch die kritisch revidierte Form von Karl Popper erfuhr internationale Beachtung. Lose mit dieser Schule verbunden ist Ludwig Wittgenstein, dessen Überlegungen zur Sprache die Philosophie des 20. Jahrhunderts zutiefst prägten und der zweifellos einer der bekanntesten Philosophen österreichischer Provenienz ist.
Im Grenzbereich zur Philosophie entwickelten sich auch die medizinischen Forschungen von Sigmund Freud, der mit der Begründung der Psychoanalyse die Wissenschaft von der Seele von Grund auf erneuerte und als einer der bedeutendsten Denker der europäischen Tradition überhaupt gilt.
In der Volkswirtschaftslehre spricht man von einer Österreichischen Schule, die in der Nachfolge von Carl Menger und Eugen Böhm von Bawerk steht. Im 20. Jahrhundert wurde sie hauptsächlich von Joseph Schumpeter und Friedrich August von Hayek weitergetragen. Sie hat nicht unwesentlich zur Ausformung der neoklassischen Volkswirtschaftslehre des ausgehenden Jahrtausends beigetragen.
- Biologie: Gregor Mendel, Rupert Riedl, Konrad Lorenz, Hans Hass
- Chemie: Walter Kohn, Lise Meitner, Johann Josef Loschmidt, Fritz Pregl, Richard Adolf Zsigmondy, Max Ferdinand Perutz, Carl Auer von Welsbach
- Rechtswissenschaften: Hans Kelsen
- Ökonomie: Joseph Schumpeter, Friedrich August von Hayek, Eugen Böhm von Bawerk (Österreichische Schule)
- Mathematik: Kurt Gödel, Hans Hahn
- Medizin: Julius Wagner-Jauregg, Karl Landsteiner, Ignaz Philipp Semmelweis
- Philosophie: Ludwig Wittgenstein, Moritz Schlick, Karl Popper
- Physik: Ernst Mach, Erwin Schrödinger, Anton Zeilinger, Wolfgang Pauli, Ludwig Boltzmann, Christian Doppler, Victor Franz Hess
- Psychologie: Sigmund Freud, Alfred Adler, Viktor Frankl, Paul Watzlawick
- Soziologie: Paul Lazarsfeld
- Ingenieure: Viktor Kaplan, Josef Ressel, Ferdinand Porsche, Carl Ritter von Ghega

Siehe auch: Liste der österreichischen Nobelpreisträger

### Wichtige Universitäten und universitäre Forschungseinrichtungen
Siehe auch: Liste der Universitäten in Österreich
- Wien: Universität Wien, Technische Universität Wien (TU Wien), Wirtschaftsuniversität Wien (WU Wien), Medizinische Universität Wien, Veterinärmedizinische Universität Wien, Universität für Bodenkultur Wien (BOKU), Universität für angewandte Kunst Wien (Angewandte), Sigmund Freud Privatuniversität Wien
- Graz: Karl-Franzens-Universität Graz, Technische Universität Graz (TU Graz, Erzherzog-Johann-Universität), Medizinische Universität Graz
- Linz: Johannes-Kepler-Universität Linz, Universität für künstlerische und industrielle Gestaltung Linz (Kunstuniversität Linz)
- Salzburg: Paris-Lodron-Universität Salzburg
- Innsbruck: Leopold-Franzens-Universität Innsbruck, Medizinische Universität Innsbruck
- Klagenfurt: Universität Klagenfurt
- Krems: Universität Krems (Donau-Universität Krems)

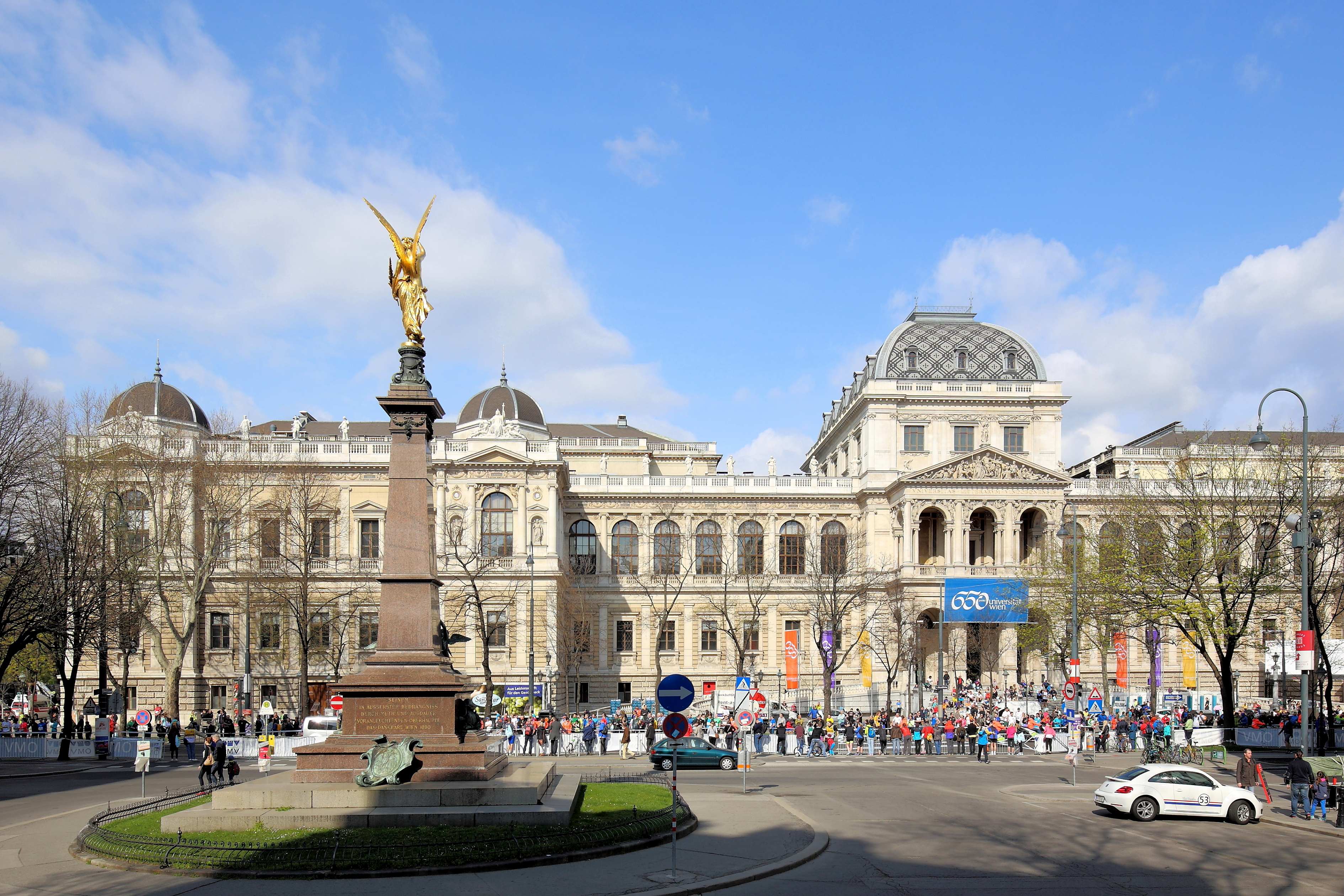
Hauptgebäude der Universität Wien

- Leoben: Montanuniversität Leoben

### Größere Fachhochschulen
Siehe auch: Liste der Fachhochschulen in Österreich
- Wels: FH Oberösterreich
- Graz: FH Joanneum
- Wien: FH Campus Wien
- Wien: FH Technikum Wien
- Spittal: Fachhochschule Kärnten

### Außeruniversitäre Forschungseinrichtungen
- Austrian Research Centers
- Joanneum Research
- Institute of Science and Technology Austria

Siehe auch: Europäisches Forum Alpbach

## Alltagskultur

### Medien
Hauptartikel: Medien in Österreich
Siehe auch: Liste österreichischer Zeitungen, Liste österreichischer Journalisten

### Sprache

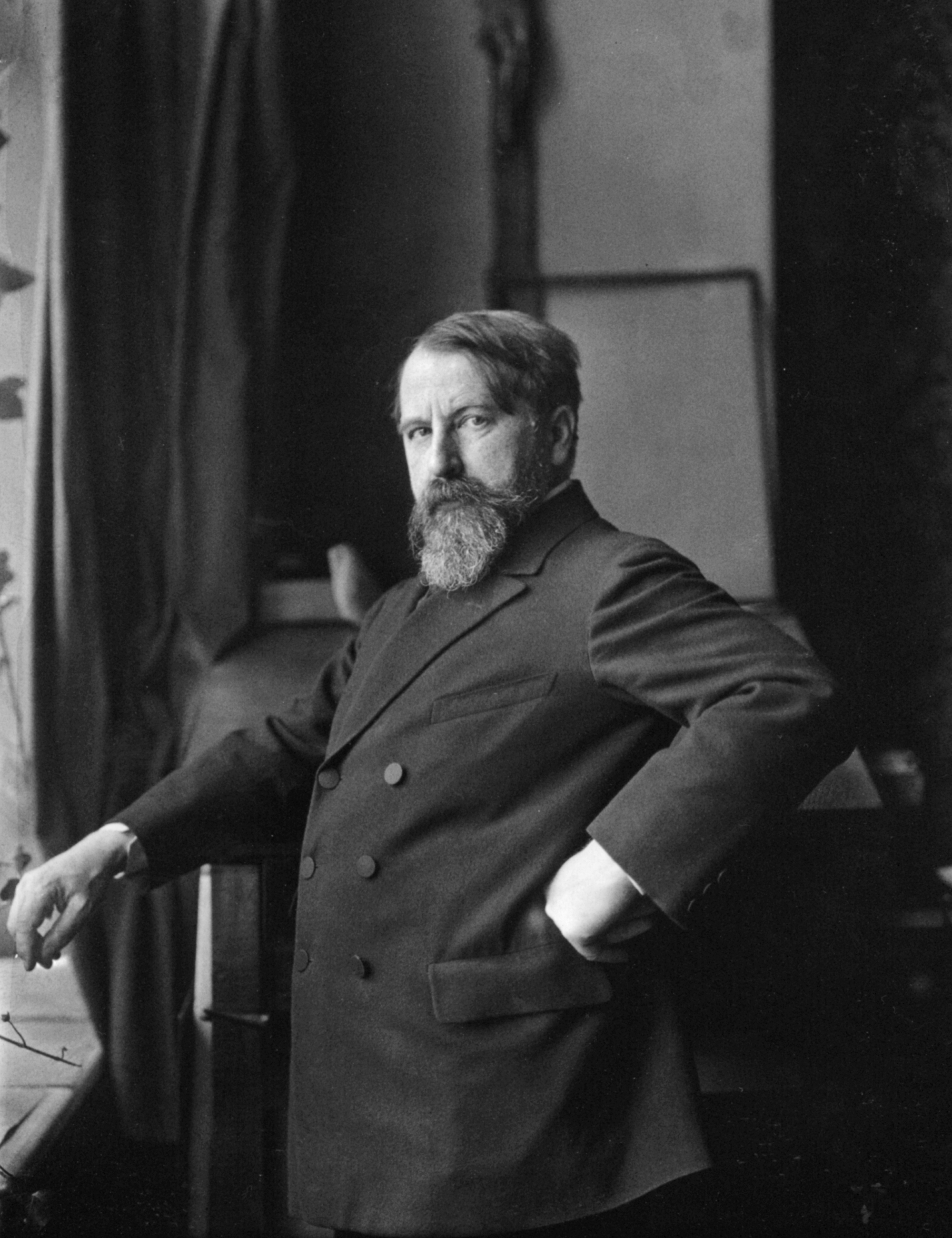
Arthur Schnitzler

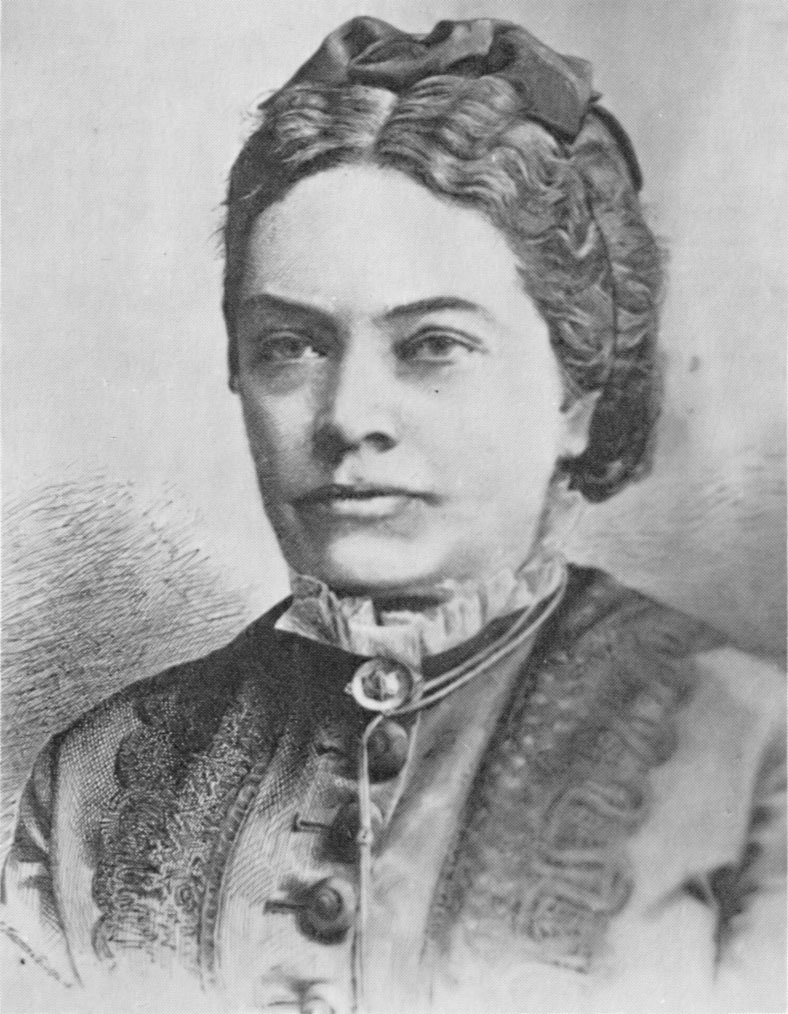
Marie von Ebner-Eschenbach

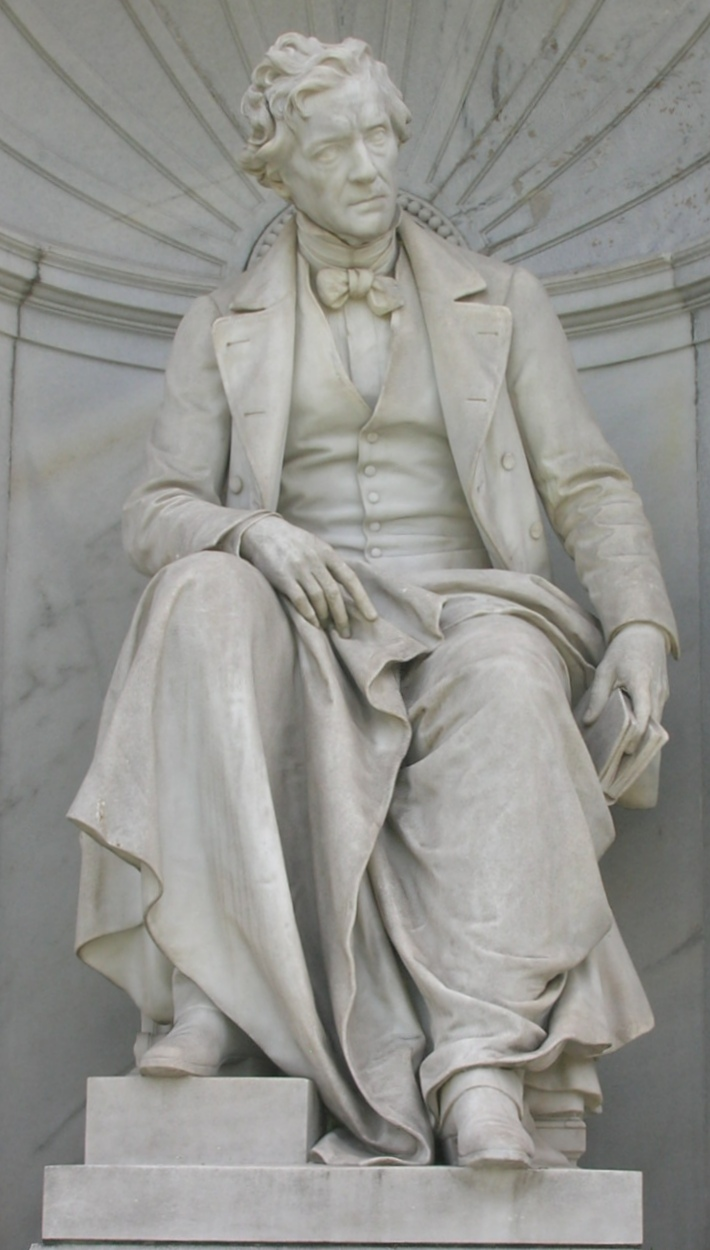
Franz Grillparzer

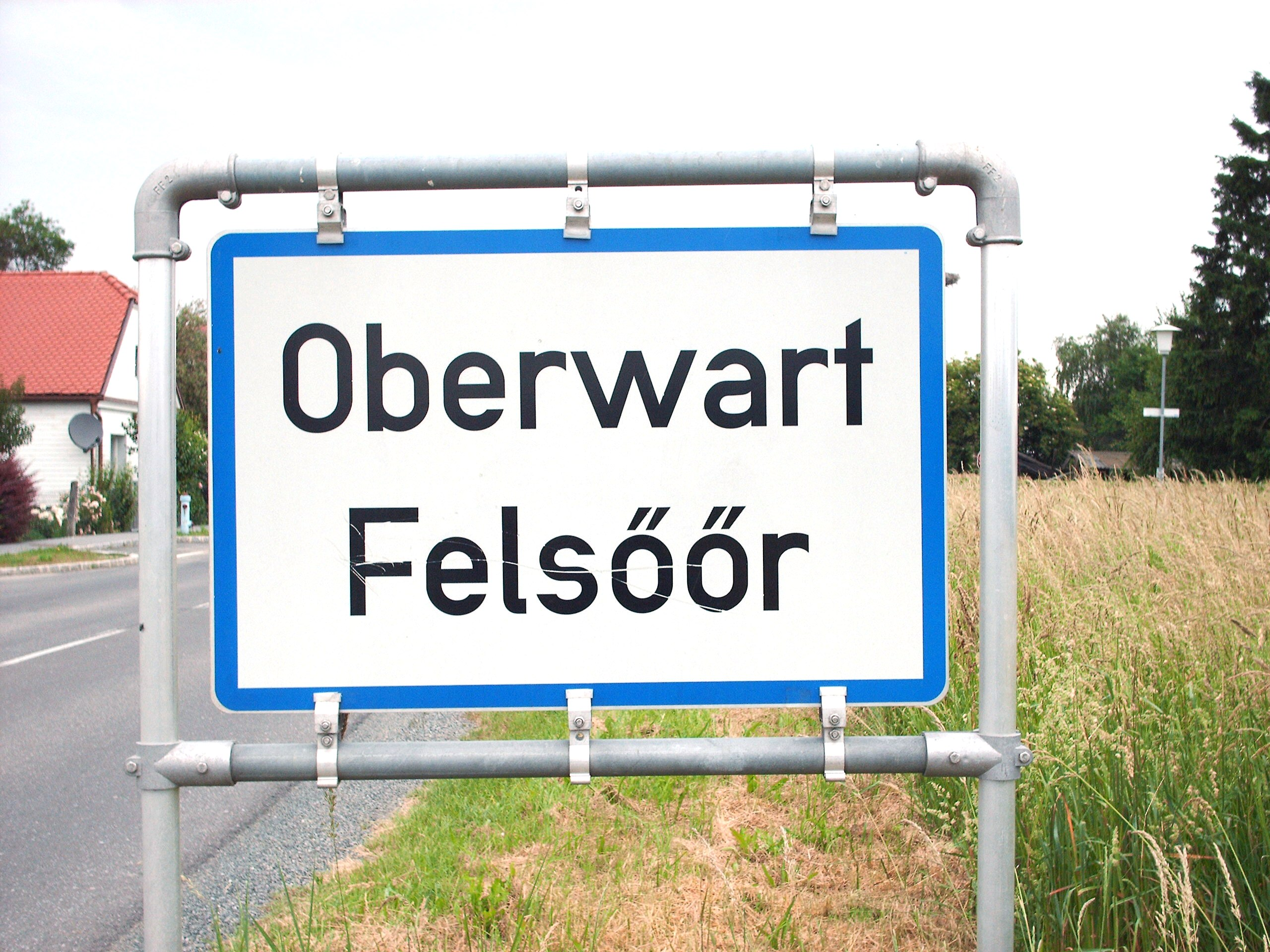
Zweisprachige Ortstafel in Oberwart (ungarisch: Felsőőr) im Burgenland

Hauptartikel: Österreichisches Deutsch
Siehe auch: Österreichisches Wörterbuch, Liste von Austriazismen, Wienerisch, Dialekte in Tirol, Kärntner Mundart, Minderheitensprachen in Österreich, Bairische Sprache
Österreich gehört zum deutschen Sprachraum in Mitteleuropa. Etwa 98 % der einheimischen Bevölkerung haben Deutsch als Muttersprache. Deutsch ist daher in Artikel 8 der österreichischen Bundesverfassung als offizielle Staatssprache festgeschrieben, wobei auch die Minderheitensprachen in der Bundesverfassung anerkannt sind:
"Artikel 8 Bundesverfassungsgesetz (B-VG)
- (1) Die deutsche Sprache ist, unbeschadet der den sprachlichen Minderheiten bundesgesetzlich eingeräumten Rechte, die Staatssprache der Republik.
- (2) Die Republik (Bund, Länder und Gemeinden) bekennt sich zu ihrer gewachsenen sprachlichen und kulturellen Vielfalt, die in den autochthonen Volksgruppen zum Ausdruck kommt. Sprache und Kultur, Bestand und Erhaltung dieser Volksgruppen sind zu achten, zu sichern und zu fördern."

Die Bezeichnung „österreichisches Deutsch“ meint nichts anderes als den Gebrauch der plurizentrischen deutschen Sprache in Österreich, die sich auch in der standardsprachlichen Form Hochdeutsch teilweise vom Gebrauch in anderen deutschsprachigen Ländern unterscheidet. In Österreich werden zusätzlich zur Standardsprache des Hochdeutschen mehrere oberdeutsche Dialekte (mittel- und südbairisch wie etwa Wienerisch sowie alemannische Dialekte in Westösterreich) gesprochen. Da die österreichische Staatsgrenze keine Sprachgrenze ist, teilen die in Österreich gesprochenen süddeutschen Dialekte einige sprachliche Besonderheiten mit dem übrigen bairischen Sprachraum in Bayern und dem alemannisch-schwäbischen Sprachraum auf allen Seiten des Bodensees (siehe hierzu auch deutsches Dialektkontinuum).
Die autochthonen Bevölkerungsgruppen in Österreich und ihre Minderheitssprachen werden an einigen Schulen unterrichtet. Dazu gehören Ungarisch, Slowenisch, Burgenlandkroatisch, Tschechisch, Slowakisch und Romanes. Bedingt durch die Zeit der Zugehörigkeit dieses Teils des deutschen Sprachraums zur Habsburger-Monarchie bzw. zu Österreich-Ungarn sind auch einige Lehnwörter aus dem Tschechischen, Ungarischen, Italienischen, Jiddischen, Südslawischen usw. in das österreichische Deutsch (insbesondere ins Wienerische) übernommen worden.
Im Gegensatz zu Ländern wie etwa Frankreich hat Österreich die Bedeutung der Sprache Englisch für die internationale Kommunikation akzeptiert, und Englisch wird eigentlich nicht mehr als Bedrohung für die deutsche Sprache, sondern als „Schlüssel zur Welt“ angesehen. Die Englische Sprache ist vielmehr die erste und wichtigste Fremdsprache, die in Österreich gelehrt und gesprochen wird.

### Brauchtum und Volkskultur
Siehe auch: Feiertage in Österreich, Österreichischer Volkstanz
- Silvester: Traditionell wird zu Silvester um Mitternacht nach den Schlägen der Pummerin (Kirchenglocke des Stephansdoms) mit dem Donauwalzer das neue Jahr begrüßt. Die meisten Radio- und Fernsehstationen übertragen den Klang der Pummerin live und spielen anschließend den Donauwalzer. Sehr beliebt ist auch das „Bleigießen“, eine scherzhafte Form des Wahrsagens, wo aus der Form auf einer Flamme geschmolzener Bleistücke geraten wird, was das neue Jahr bringen wird.

### Kleidung
Besonders in den ländlich bzw. alpin geprägten Regionen Österreichs – wie etwa dem Salzkammergut – gibt es eine ausgeprägte Tradition für Trachten wie Dirndl und Lederhose. In den letzten Jahren finden diese Kleidungsstücke auch in urbanen Räumen eine häufigere Verbreitung, wobei die teils mit schriller Farbgebung versehenen modernen Varianten dieser Trachten nicht mit den tradierten Formen im alpinen Raum verwechselt werden sollten. Goldhauben sind vor allem in Regionen an der Donau ein Teil des traditionellen Festtagsgewandes.

### Religion

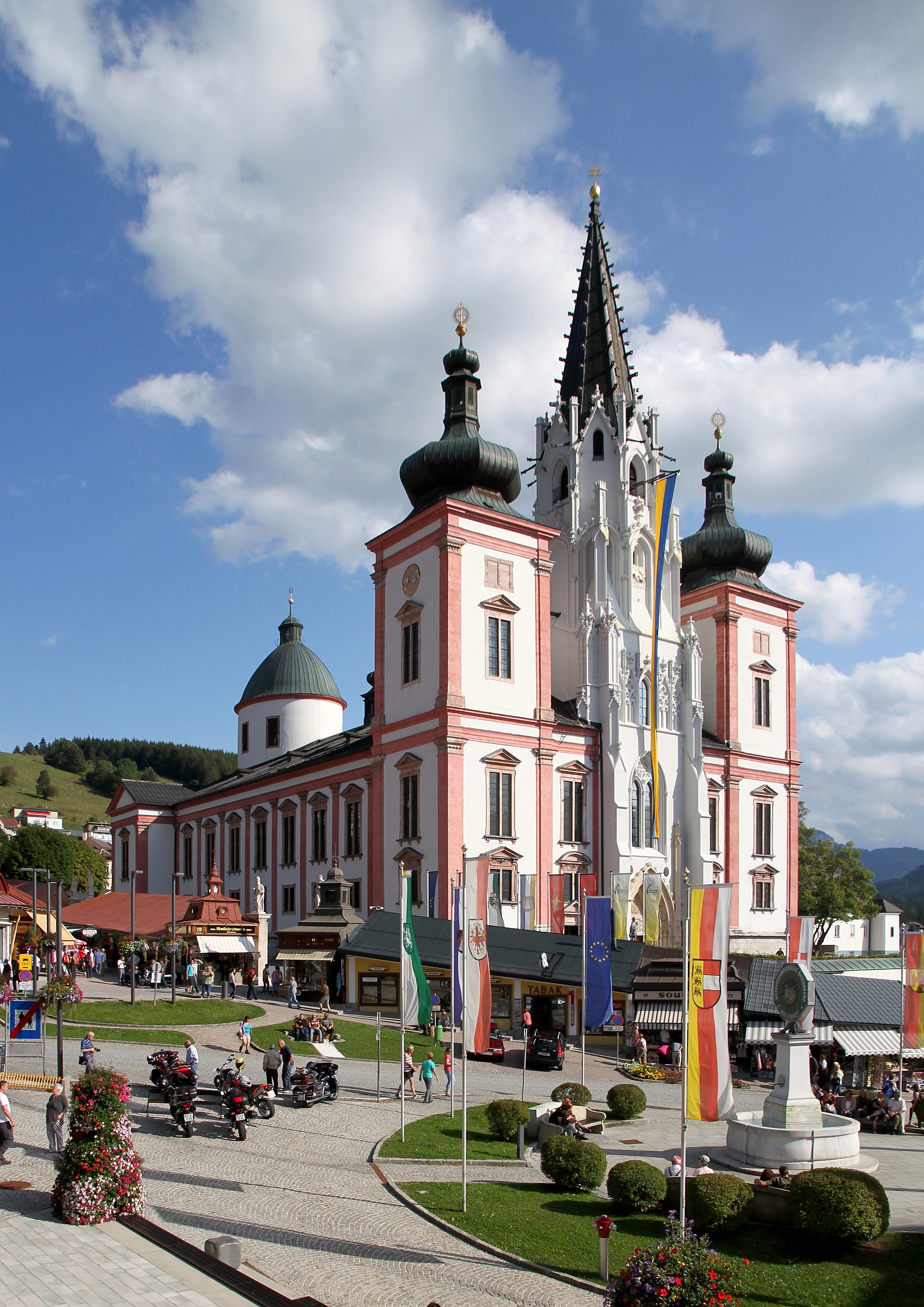
Die Basilika von Mariazell, Österreichs bedeutendster katholischer Pilgerort

Siehe auch: Geschichte des Christentums in Österreich, Anerkannte Religionen in Österreich, Religionsfreiheit in Österreich, Katholische Kirche in Österreich, Baptisten in Österreich, Buddhismus in Österreich, Liste israelitischer Kultusgemeinden in Österreich
64 % der Bevölkerung gehören der römisch-katholischen Kirche an. Rund 8 % gehören verschiedenen muslimischen Glaubensrichtungen an. Jeweils etwa 5 % sind Mitglieder einer protestantischen (überwiegend Augsburger Bekenntnis, seltener Helvetisches Bekenntnis) oder orthodoxen Kirche. Zum jüdischen Glauben bekennen sich etwa 8140 Menschen (Stand: Volkszählung 2001); nach Angaben der Israelitischen Kultusgemeinde Wien sind es sogar 15.000. Zum Buddhismus bekennen sich etwas über 10.000 Menschen. 20.000 Personen sind aktive Mitglieder der Zeugen Jehovas. Etwa 17 % der Bevölkerung gehören keiner Religionsgemeinschaft an.
Gegenreformation und Rekatholisierung im 16. und 17. Jahrhundert hatten in Österreich unter der Regentschaft der Habsburger den Protestantismus fast völlig zurückgedrängt. Seit 1650 war das Land fast vollständig römisch-katholisch. Bis heute ist das Brauchtum Österreichs von der katholischen Tradition des Landes geprägt.
Die gesellschaftliche Bedeutung der Kirche ist allerdings im 20. Jahrhundert und vor allem in den Jahrzehnten nach dem Zweiten Weltkrieg stark zurückgegangen.

## Kulinarik

### Küchenkultur und Gastronomie

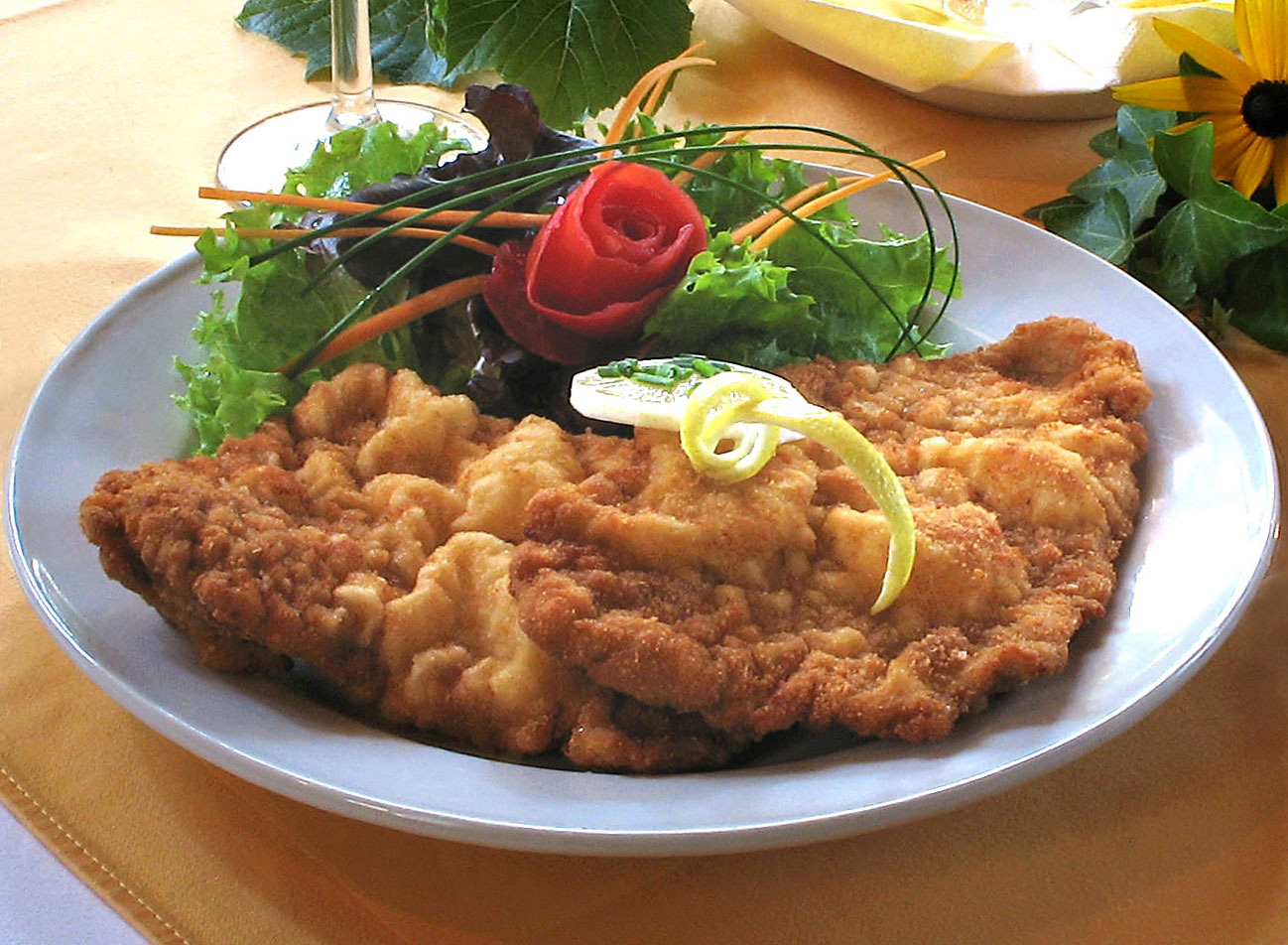
Wiener Schnitzel

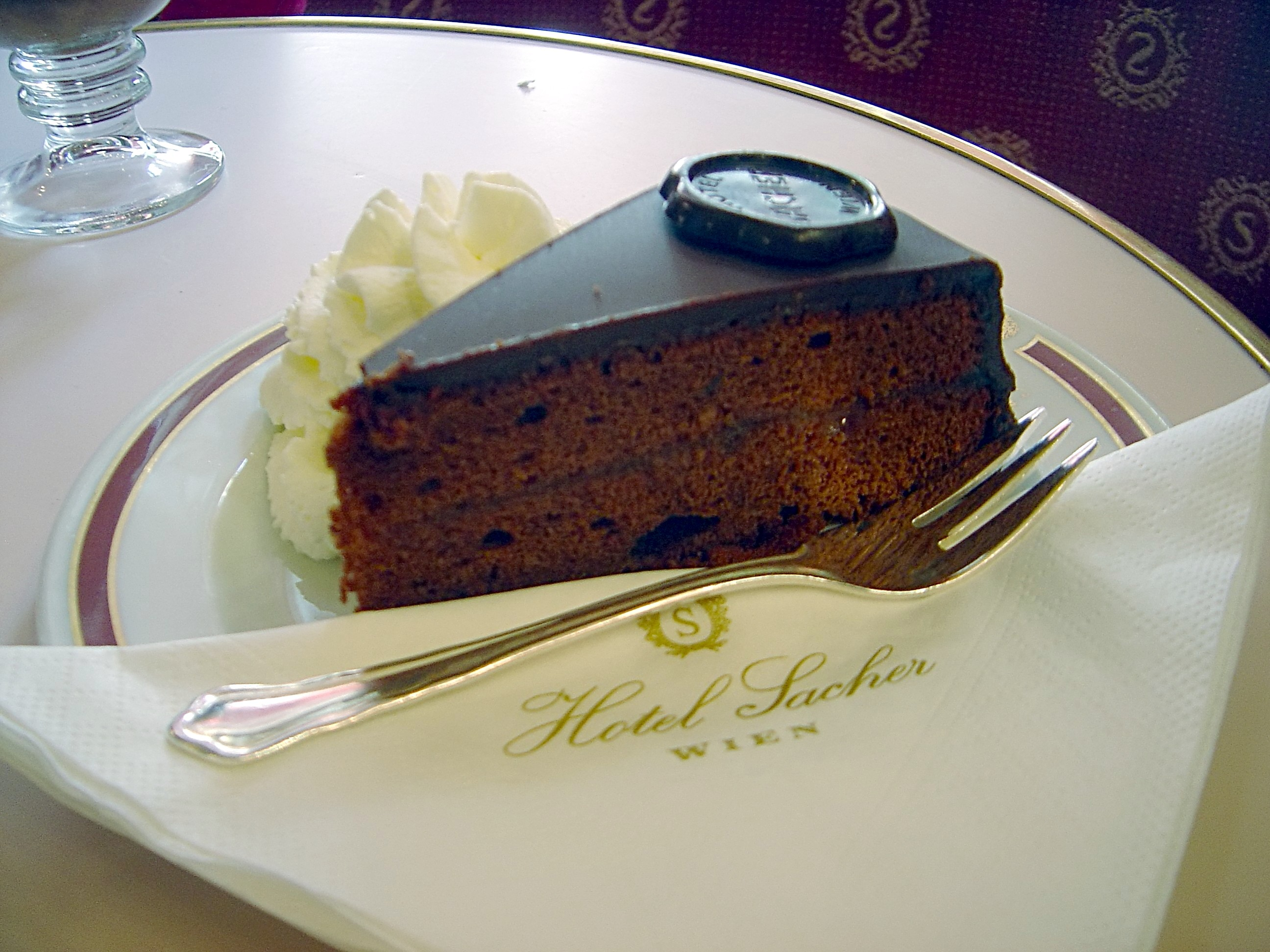
Sachertorte mit Schlagobers

Die Österreichische Küche – insbesondere die Wiener Küche – steht im Spannungsfeld zwischen der süddeutschen Küche (vor derjenigen Bayerns) und der Kochtradition früheren Staaten der k. u. k. Monarchie Österreich-Ungarn. Neben den eigenständigen regionalen Traditionen, wurde sie vor allem von Kochtraditionen aus Ungarn, Böhmen und Italien beeinflusst. Gerichte und Zubereitungsarten wurden oft übernommen und in die eigene Küche integriert und angepasst, als Beispiel sei hier das Gulasch genannt. International bekannt ist sie vor allem für Wiener Schnitzel, Mehlspeisen und Süßwaren. Daneben hat sich in den letzten Jahren eine neue Regionalküche entwickelt, die bevorzugt auch auf Produkte der Region und eine leichte Zubereitungsart setzt.

### Weinbau und Weinkultur
Weinbau in Österreich wird auf einer Fläche von fast 50.000 ha betrieben. Auf dieser werden von etwa 32.000 Betrieben, inklusive der ca. 6.500 flaschenabfüllenden Betriebe, im Durchschnitt 2,5 Millionen Hektoliter Wein pro Jahr produziert.
Die Weinbauflächen werden in vier Weinbauregionen und diese dann nochmals in 16 Weinbaugebiete unterteilt.
- Weinbauregion Weinland Österreich: Diese Weinbauregion umfasst mit den Weinbauflächen der Bundesländer Niederösterreich (ca. 30.000 ha) und Burgenland (ca. 14.600 ha) knapp 92 Prozent der Weinbauflächen des gesamten Bundesgebietes. Gemeinsam stellen sie 12 der 16 Weinbauregionen.

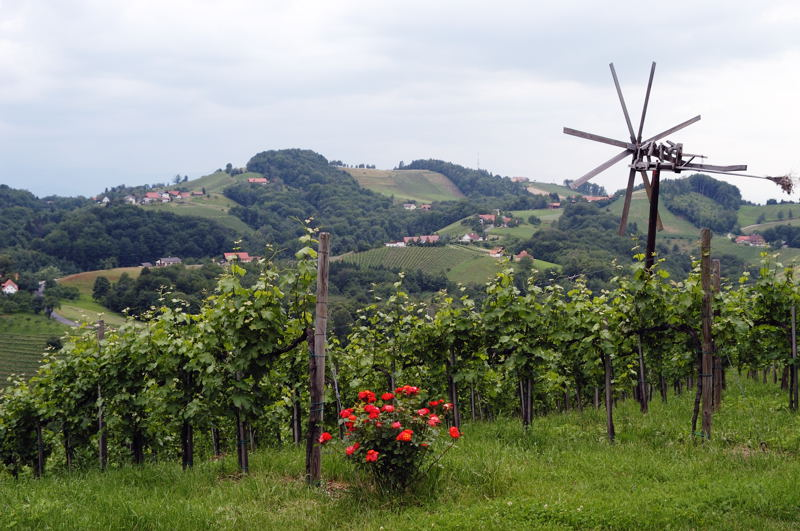
Weinbau im Süden der Steiermark

- Weinbauregion Steirerland: Die Steiermark umfasst eine Rebfläche von 3280 ha, dies entspricht ca. 6,8 % der gesamten Rebfläche Österreichs. In der Weinbauregion Steierland werden noch 3 Weinbaugebiete unterschieden, wobei sich viele der Orte zu Vermarktungszwecken zur Steirischen Weinstraße zusammengeschlossen haben.

- Weinbauregion Wien: Die Weinbauregion Wien liegt innerhalb der Stadtgrenzen. Die Anbaufläche von fast 700 ha entspricht 1,4 % der Gesamtrebfläche und machen Wien zur einzigen Hauptstadt der Welt mit nennenswerter Weinproduktion, wobei auch die Stadt Wien selbst ein Weingut unterhält.

- Weinbauregion Bergland: In dieser Region sind die Anbaugebiete der 5 Bundesländer Oberösterreich, Kärnten, Salzburg, Tirol und Vorarlberg zusammengefasst. Diese spielen mit insgesamt 21 ha eine untergeordnete Rolle und machen flächenmäßig nur ca. 0,05 % der gesamten Weinbaufläche Österreichs aus.

### Braukultur
Siehe auch: Bier in Österreich

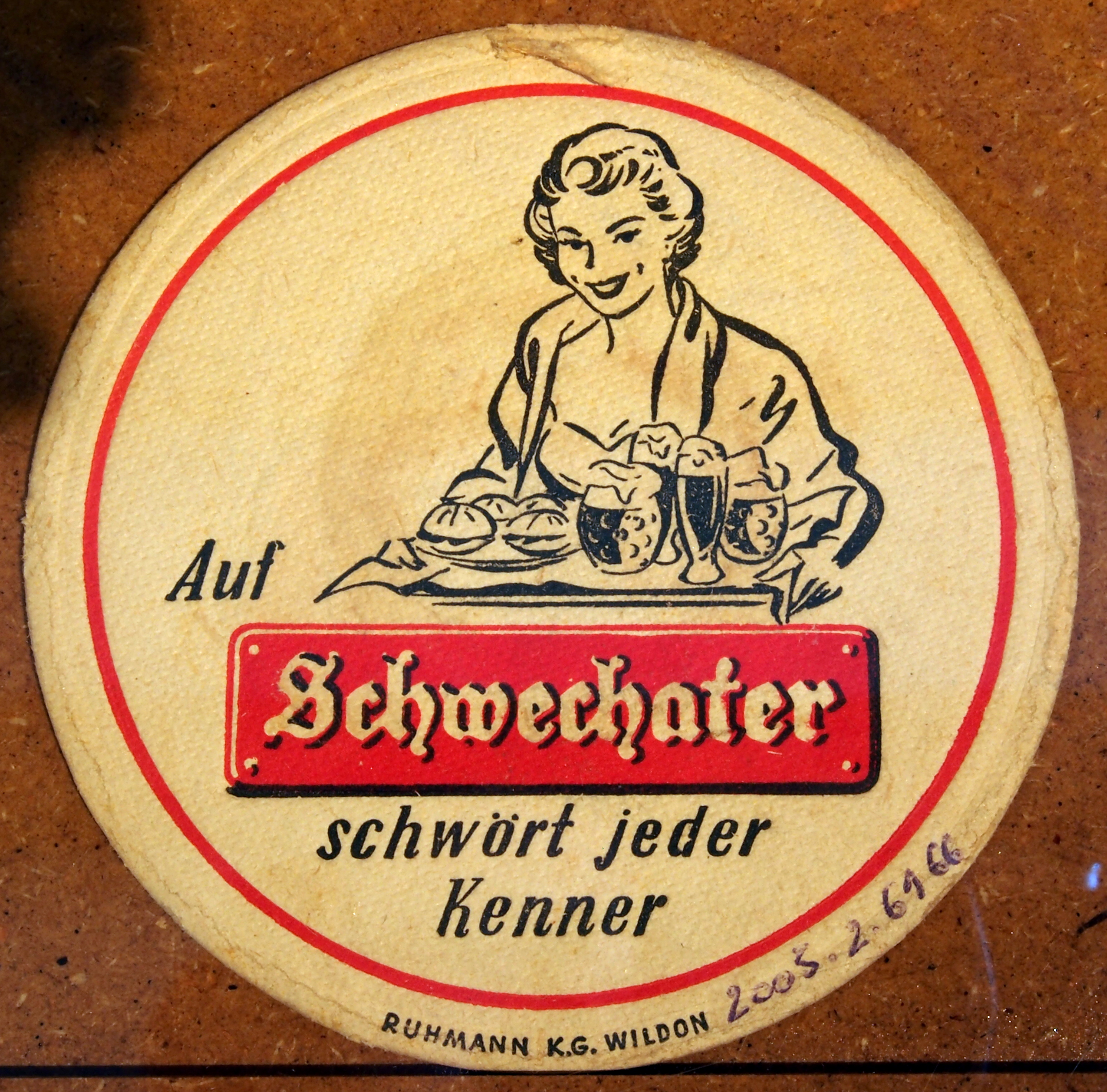
Klassischer Bierdeckel

Österreich verfügt über eine jahrhundertelange Brautradition. Ursprünglich hatte jede große Gemeinde zumindest eine lokale Brauerei, oft an Gaststätten und Tanzböden angeschlossen. 1879 gab es in Österreich-Ungarn 2.297 Brauereien, die insgesamt 11.180.681 Hektoliter Bier produzierten. Franz Anton Dreher, Bräumeister der k. k. Haupt- und Residenzstadt Wien, kaufte im Jahre 1796 das Schwechater Brauhaus, dessen Sohn Anton Dreher stellte auf Untergärung um und entwickelte Kühlverfahren in Kellern mit Eis. Damit war es erstmals möglich, Bier auch in größeren Mengen außerhalb der kalten Jahreszeit zu lagern und zu konsumieren. Schließlich akquirierte das Brauhaus weitere Brauereien in Budapest, Saaz und Triest und wurde Ende des 19. Jahrhunderts zur größten Brauerei Europas. Auch die anderen Traditionsmarken des Landes entstanden durch Zusammenschlüsse bzw. Übernahme von mehreren Kleinbrauereien.
Bekannte Biermarken, nach Regionen gegliedert: Kärnten: Hirter, Villacher; Niederösterreich: Schwechater, Wieselburger, Zwettler; Oberösterreich: Grieskirchner, Zipfer; Salzburg: Stiegl, Trumer; Steiermark: Gösser, Murauer, Puntigamer; Vorarlberg: Fohrenburger, Mohren.

### Kaffeehauskultur
Siehe auch: Wiener Kaffeehaus

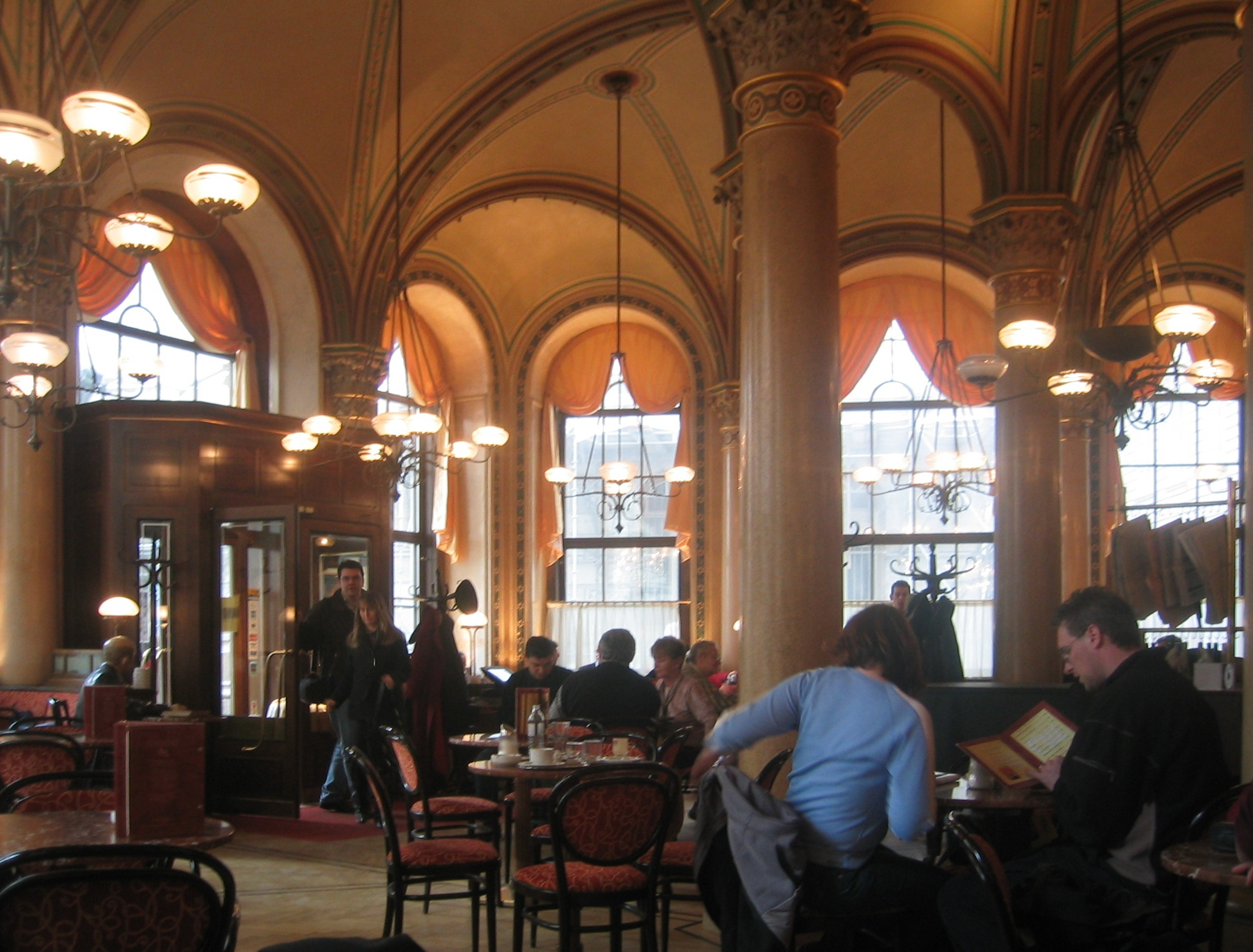
Im Wiener Café Central

Ein Wiener Spezifikum ist die Kultur des Kaffeehauses, das auch insofern in die Rubrik "Kultur" gehört, als viele Kaffeehäuser, etwa das Café Griensteidl oder das Café Central auch Treffpunkte von Literaten und anderen Künstlern waren, die hier nicht nur ihre Tage verbrachten, sondern auch arbeiteten. Dies war ein Phänomen, zu dem es Parallelen in Prag und Budapest, nicht aber in den kleineren Städten des Alpenlandes gab.

## Immaterielle Kultur
In allen österreichischen Bundesländern gibt es eine Reihe immaterieller Kulturgüter, die auch von der UNESCO als solche anerkannt werden. International sehr bekannt ist dabei die klassische Reitkunst, wie sie von der spanischen Hofreitschule in Wien praktiziert wird oder die Wiener Sängerknaben.

## Anmerkung
1. ↑  Traditionell und volkstümlich wird von den „Illyrern“ gesprochen. Ein kultureller Zusammenhang mit den römerzeitlichen Illyrern an der Adria wurde allerdings nie bewiesen, diese Bezeichnung wurde von den Prähistorikern daher schon Mitte des 20. Jahrhunderts aufgegeben.